# Perpétue de Marsac
Perpétue Françoise Marie de Reversat Marsac, aussi connue sous le nom de Perpétue de Marsac, née le 8 juin 1845 à Marsac (Tarn-et-Garonne) et morte le 19 septembre 1932 à Chevreuse (Yvelines), est une figure du jansénisme du XXe siècle, issue d'une famille de tradition janséniste trigénérationnelle dominée par des femmes au sein de la Petite Église de Toulouse. Elle passe les cinquante premières années de sa vie dans un milieu familial aristocratique entièrement acquis aux valeurs jansénistes de Port-Royal, avant de rejoindre ses « Amis de la Vérité » à Port-Royal des Champs, ayant renoncé à tous ses biens et donné sa fortune pour y vivre trente-sept ans comme dernière Solitaire, dans un abandon total à Dieu.

## Biographie àMarsac(1845-1894)

### Son milieu familial d'accueil
Perpétue de Marsac, est la fille cadette des quatre enfants de Victor de Reversat Marsac (1784-1870), ancien secrétaire général de Haute-Garonne et de Françoise Sainte-Croix Lacroix (?-1863). Son frère aîné, Louis a huit ans, sa sœur Marie-Thérèse presque six et son frère cadet Emmanuel trois.
Ils forment « un noyau familial uni dans l'affection et la prière, comme la Sainte Famille qu'ils vénéraient », auquel s'ajoutent, la « bonne tante Félicité » , au service des enfants, son oncle Eugène frère cadet de Victor de Marsac et l'ami intime de ceux-ci, Armand de Voisins tous deux célibataires ; Thérèse Laffont, célibataire, amie de jeunesse de la mère de Perpétue avec sa nièce orpheline, Sara qui sera son amie d'enfance. Trois femmes et un couple sont attachés à leur service. L'environnement humain quotidien de Perpétue consiste donc, jusqu'à son mariage, en une cellule socialement composite, formant une famille élargie qui occupe le vaste château de Marsac.

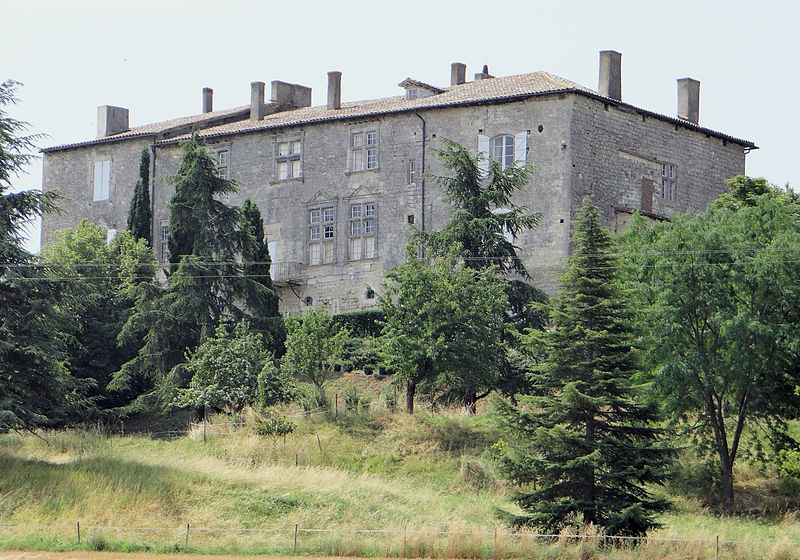
Le château familial des Marsac
(façade nord-est).

Ce noyau familial s'élargit très fréquemment quand viennent au château son oncle par alliance, Louis de Saint Blanquat, veuf depuis huit ans, avec deux de ses enfants célibataires : Eugène (1810-1883), 35 ans et Melchior (1818-1883), 27 ans, tous trois jansénistes zélés.
Marius de Voisins-Lavernière, frère aîné d'Armand, maire de Lavaur, poète, membre de l'Académie des Jeux floraux, fréquente aussi occasionnellement le milieu familial des Marsac.
« Ce qu'il y avait d'admirable ici, » témoigne la vicomtesse de Malartic, « c'était l'hospitalité généreuse, sans compter qu'on y recevait. Nous étions douze à quinze à table. [...] Dans les cuisines, tout le village venait y manger à tour de rôle. Et on vivait largement sur les propriétés sans avoir besoin d'une pièce de cent sous en poche (comme dans le bon vieux temps) ». 
Selon Véronique Alemany, « elle connut jusqu'à l'âge adulte, une vie de famille perturbée par la singularité de sa mère. Son père, âgé fut doux et discret mais sa mère, 23 ans plus jeune que lui, était un personnage complexe, une ancienne visionnaire hantée par des idées millénaristes et une maîtresse de maison au caractère tranché[…] ».

### Son milieu culturel
Le milieu toulousain où Perpétue s'est formée est celui d'une petite noblesse provinciale, parlementaire, cultivée et d'un légitimisme critique, où règne un jansénisme du XVIIe siècle attaché aux libertés de l'Église gallicane auquel se greffe un jansénisme du XVIIIe avec, entre autres, un retour aux textes bibliques en français et une attente de la conversion des juifs. Ce néo-jansénisme est caractérisé par une intense dévotion à la Croix ; il condamne le prêt à intérêt et s'oppose toujours autant aux jésuites.
D'après Véronique Alemany les deux branches parentales du père de Perpétue sont constituées de fervents adeptes d'un jansénisme bien implanté dans le diocèse de Lectoure en Lomagne, où se situe Marsac et dans le diocèse de Toulouse dès le début du XVIIe siècle et jusqu'au XIXe. La riche bibliothèque "de travail" du château de Marsac comprenant principalement des ouvrages d'auteurs jansénistes porte témoignage de l'usage fréquent qui en est fait : annotations, ratures, corrections, soulignements, renvois au crayon ou à l'encre. Les propriétaires et les utilisateurs sont des catholiques cultivés, pratiquants et dévôts. Ce sont aussi de fervents port-royalistes. Ils forment un foyer intellectuel subversif, selon Véronique Alemany.

### Vie de famille

#### Une enfance très encadrée
Si son père âgé, est d'un caractère doux et discret, sa mère, de vingt-quatre ans plus jeune que son mari mais étant proche de la quarantaine quand elle mit au monde Perpétue, était « une épouse autoritaire, une maîtresse de maison au caractère tranché », écrit Véronique Alemany. La bonne tante Félicité, très proche des enfants, est là pour arrondir les angles.
Elle reçoit dès sa plus tendre enfance « une éducation chrétienne teintée de jansénisme » en participant à tous les moments de prière en famille. Cette éducation correspond à celle qui était « donnée aux jeunes filles de bonnes familles dans la société aristocratique d'Ancien Régime : instruction religieuse, charité, civilité et «lettres humaines» – ce qui était conseillé pour devenir une bonne épouse, une bonne mère –, et culture générale ».
Perpétue mémorise l'alphabet en récitant l'Alphabet de la sagesse de la Croix et s'exerce à bien écrire des pages de lettres minuscules et majuscules et à recopier des pages de lignes comme : « Jamais ne voir que Dieu ». Elle apprend à lire dans des passages des Heures de Port-Royal et dans la Traduction nouvelle du Livre de Job par M. de Génoude en 1818. « Ce livre édifiant passa entre les mains des enfants Marsac qui chacun à leur tour apposèrent [...] leur prénom sur la page de garde ». Son éducation est dispensée sur place par son père Victor, son oncle Eugène et leur ami Armand, trio inséparable faisant office de précepteurs, « soucieux de [lui] inculquer les bonnes mœurs, tout en accentuant l'apprentissage de la lecture dans les livres saints pour consolider [sa] formation chrétienne ». « [À l'âge] de cinquante ans, elle se souviendra « de son vieux saint père quand il [l']instruisait avec ses deux chers frères dans les consolantes vérités ».

#### Une adolescence studieuse
Adolescente, Perpétue trouve dans la bibliothèque familiale des « livres de lectures moralisantes et édifiantes », des catéchismes, mais aussi « des lectures d'initiation à l'intelligence des Écritures dans la traduction des Messieurs de Port-Royal, pour la mener à la découverte de Dieu, selon la méthode de Pascal ». Elle est toujours attentive à choisir de « bons livres » « propices à former et alimenter un esprit grave et réfléchi, une âme pieuse ».

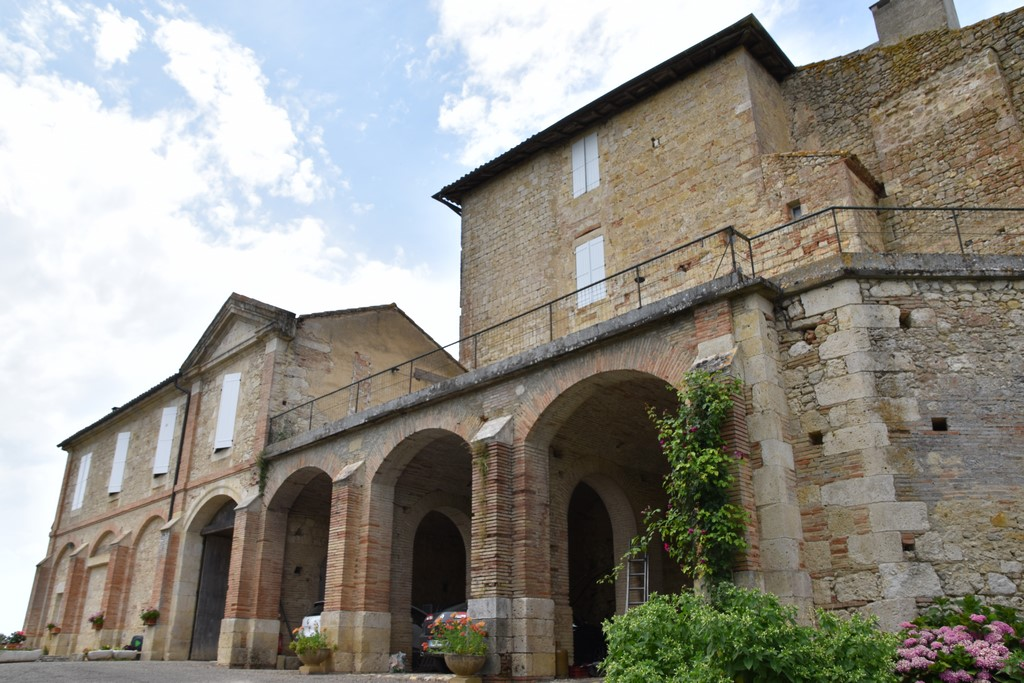
Entrée côté sud-est par une porte cochère surmontée d'un fronton triangulaire donnant sur la cour du château. Une des deux fenêtres de la chambre de Perpétue est visible en bas de la façade de la tour carrée.

« Dans sa chambre elle avait sa bibliothèque personnelle, composée de livres tout autant sérieux, destinés à son éducation religieuse, à la culture générale et au savoir-vivre » la préparant à fréquenter les salons du Second Empire. Ce fonds reflète l'univers culturel de la bourgeoisie de l'époque et témoigne de son intérêt particulier pour la littérature française, l'histoire et la géographie.
En grandissant au milieu de ses « Amis de la Vérité », dans une ambiance janséniste qui l'écarte des plaisirs du monde et l'oblige à une vie quasi monacale dans cet imposant château médiéval, elle trouve courage, patience et endurance pour parfaire son éducation religieuse « tout en forgeant son propre caractère dans la solitude » de sa chambre située au premier étage de la tour carrée d'où elle avait une vue étendue sur les terres domaniales. Pour accepter ses conditions de vie, elle a recours aux prières et à la méditation des nombreux préceptes rédigés ou recopiés par sa grand-mère paternelle, ses parents et son oncle Saint-Blanquat.

#### Premières confrontations avec la mort
À dix ans, Perpétue vit sa première expérience de la mort d'un proche au château, quand décède, le 25 décembre 1855, à cinquante-neuf ans, Thérèse Laffont l'amie intime de sa mère. Sept ans plus tard, les circonstances de la mort de Madame de Marsac sont plus éprouvantes : l'autorité de sa mère et ses fortes convictions jansénistes lui font affronter l'évêque de Toulouse et les autorités ecclésiastiques refusent alors de l'entendre en confession. Selon Véronique Alemany, on peut supposer que ce refus est à l'origine de sa soumission peu de temps avant sa mort qui survient le 22 février 1863, à l'âge de 53 ans,.
Suivra le 16 mai le décès des suites de couches de sa sœur Marie-Thérèse, à vingt-trois ans, mariée l'année précédente. Perpétue avait déjà perdu, deux ans auparavant sa belle-sœur, Nathalie d'Aurelle de Paladines, épouse de son frère Louis, morte à Castelsarrasin à dix-neuf ans des suites de couches, en laissant un bébé orphelin.

#### Nouvelles alliances persistantes

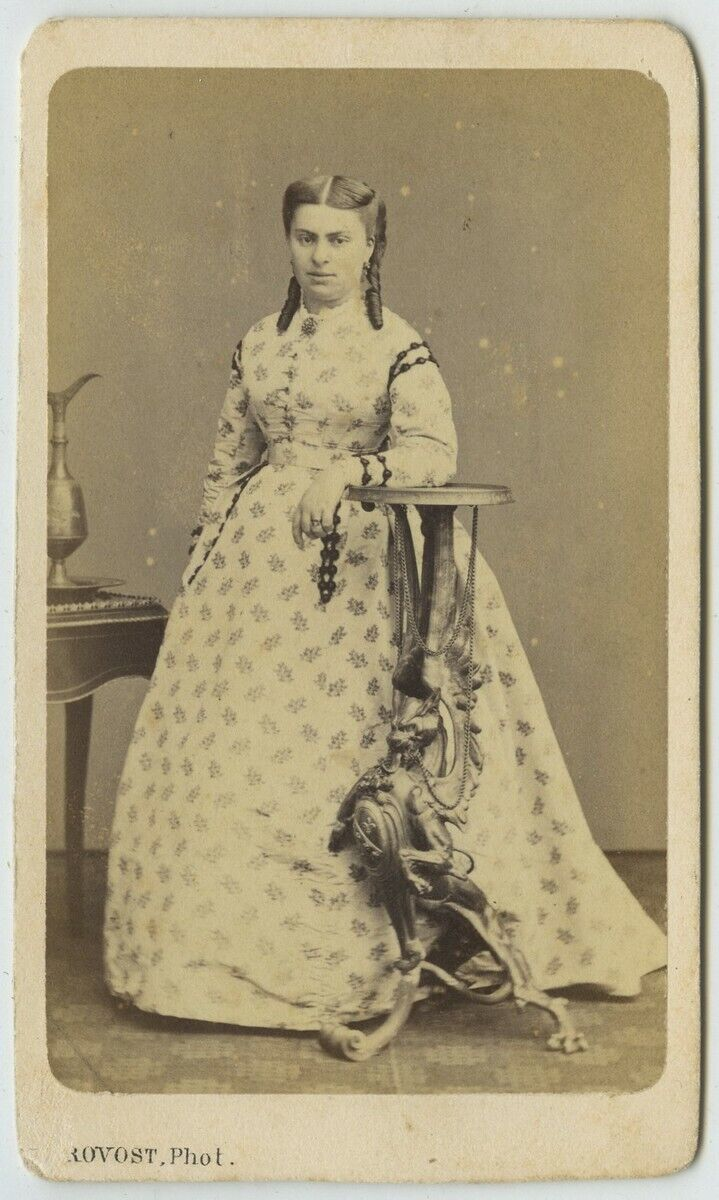
Hélène de Saint-Jean de Belleud, belle-sœur de Perpétue.

Le père de Perpétue ayant déjà décidé par testament olographe en décembre 1862 le partage de ses biens entre ses enfants se prépare à près de quatre-vingts-ans au début de l'année 1864 à assurer l'avenir de la famille en préparant le mariage de ses deux fils encore jeunes, sans conjoint et de sa cadette en âge de se marier.
Dès le mois d'avril 1864, Louis, le frère aîné de Perpétue, veuf depuis trois ans, se remarie à Castelnau-Montratier avec Hélène de Belleud. Le couple réside au château de Marsac. Six mois plus tard, fin octobre, étant maire de Marsac, il marie son frère cadet, Emmanuel, avec Louise Saint-Côme, fille de notaire, en présence de leur père, Victor. Le couple s'installe au château de Poupas, commune limitrophe de Marsac.

#### Fin de la communauté janséniste
Février 1863, Mme de Marsac décédée, la communauté janséniste perd sa raison d'être en même temps que ses derniers membres disparaissent. Cependant les convictions demeurent entières pour certains : « en 1864, Victor de Marsac offr[e] à sa fille les ouvrages pieux dans lesquels, adolescente, il l'avait fait s'instruire sur les « grandes vérités »». L'un de ceux-ci contenant un feuillet imprimé en 1859 pour faire la promotion d'un Recueil de réflexions philosophiques, morales et religieuses, et offrant des conseils pour la « Réforme du caractère ».

### Mariage de Perpétue de Marsac
Le 6 février 1865, à dix-neuf ans, Perpétue s'unit en la mairie de Marsac avec Louis Adolphe d'Aurelle de Paladines, neveu du général, né en 1840 à Mauzun, dans le Puy-de-Dôme, et alors négociant demeurant chez ses parents à Clermont-Ferrand, devenant ainsi Vicomtesse d'Aurelle de Paladines. « Le couple vécut d'abord dans cette ville », précise Véronique Alemany, « faisant des séjours au château de Marsac où Perpétue avait conservé sa chambre située à l'étage de la tour carrée, dans la partie la plus ancienne de la demeure ancestrale. » Ces années « furent autant d'années de fêtes dans la société du Second Empire et à la Cour même des Tuileries où son [celui de la vicomtesse d'Aurelle de Paladines] esprit brillait autant que sa beauté » selon un article nécrologique rédigé à sa mort,.
Ils n'eurent pas d'enfant mais s'occupèrent de Victor né en 1860, premier neveu de Perpétue, orphelin de mère à sept mois, peu intégré à la famille que son père, Louis de Reversat Marsac avait fondée en se remariant en 1865. Il fut un peu leur « enfant d'adoption », son grand-père maternel, le général d'Aurelle de Paladines étant son tuteur attitré. Cette année 1865 se termine pour Perpétue avec la perte de son oncle Eugène à soixante-dix-neuf ans, le 21 décembre au château de Marsac.

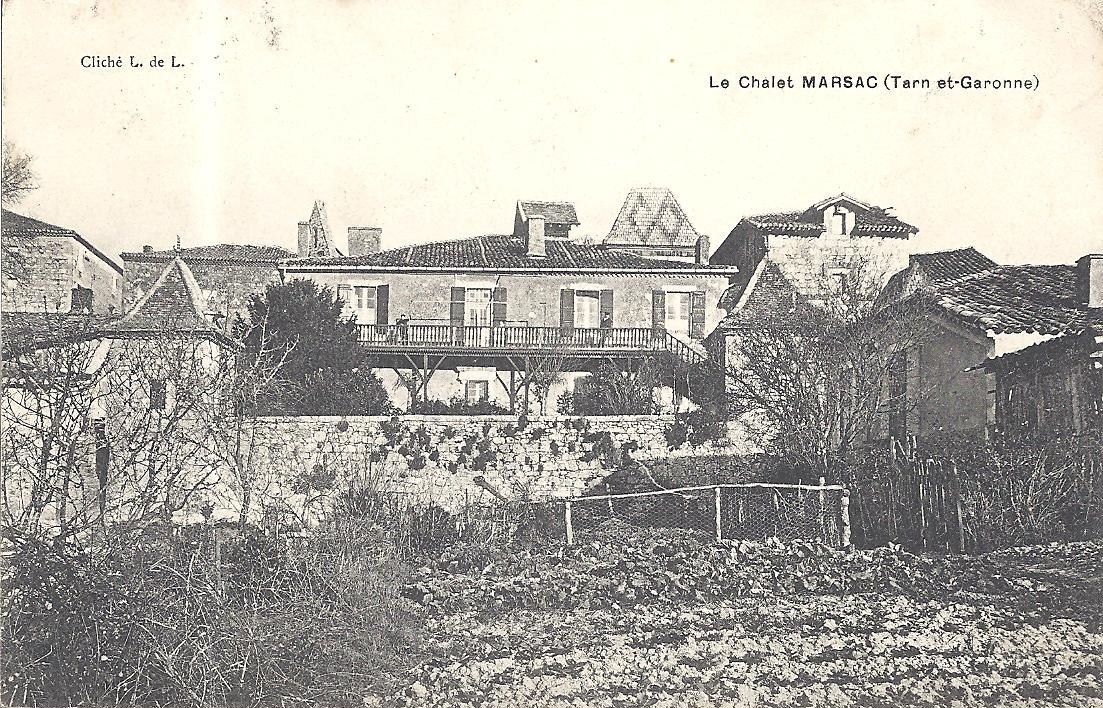
Façade arrière du "Chalet" acheté par Perpétue et son mari.

Puis, à la chute de Napoléon III, le couple s'installe définitivement à Marsac, dans une maison achetée ensemble, en contrebas du château familial, dénommée « Le Chalet ». Madame la Vicomtesse de Malartic, cousine par alliance des de Reversat Marsac, réfugiée avec ses deux jeunes enfants au château de Marsac, durant l'automne et l'hiver 1870-1871, témoigne ainsi de la présence de « [...] Mme d'Aurelle de Paladines, logée au bas du château dans une sorte de pavillon ou petit castel. Quand elle ne venait pas dîner avec son mari, elle montait toujours pour la veillée. ». C'est là qu'elle perd son mari le 21 novembre 1871, alors maire de Marsac en remplacement de son beau-frère, Louis décédé le 27 décembre 1870.

### 1871-1884: jeune veuve à Marsac
À la fin de l'année 1871, à vingt-six ans, commence pour Perpétue, « le dur apprentissage de la solitude affective commencé très tôt, et parachevé par le décès de «cette pauvre âme qui m'est chère», mon mari, décès qui «a brisé mon cœur et ma vie» ».

Des occupants du château de sa jeunesse, ne lui restent que "la bonne tante" Félicité, quarante-huit ans et le vétéran de Wagram, Armand de Voisins, quatre-vingt-quatre ans, auxquels s'ajoutent sa belle-sœur, Hélène de Belleud, vicomtesse de Marsac, trente-et-un ans, déjà veuve, et ses deux jeunes enfants : Eugène, six ans et Jeanne, quatre ans. Son frère, Emmanuel, juge de Paix, et sa jeune famille vivent, à quelques kilomètres de là, au château de Poupas, récemment réhabilité par la famille

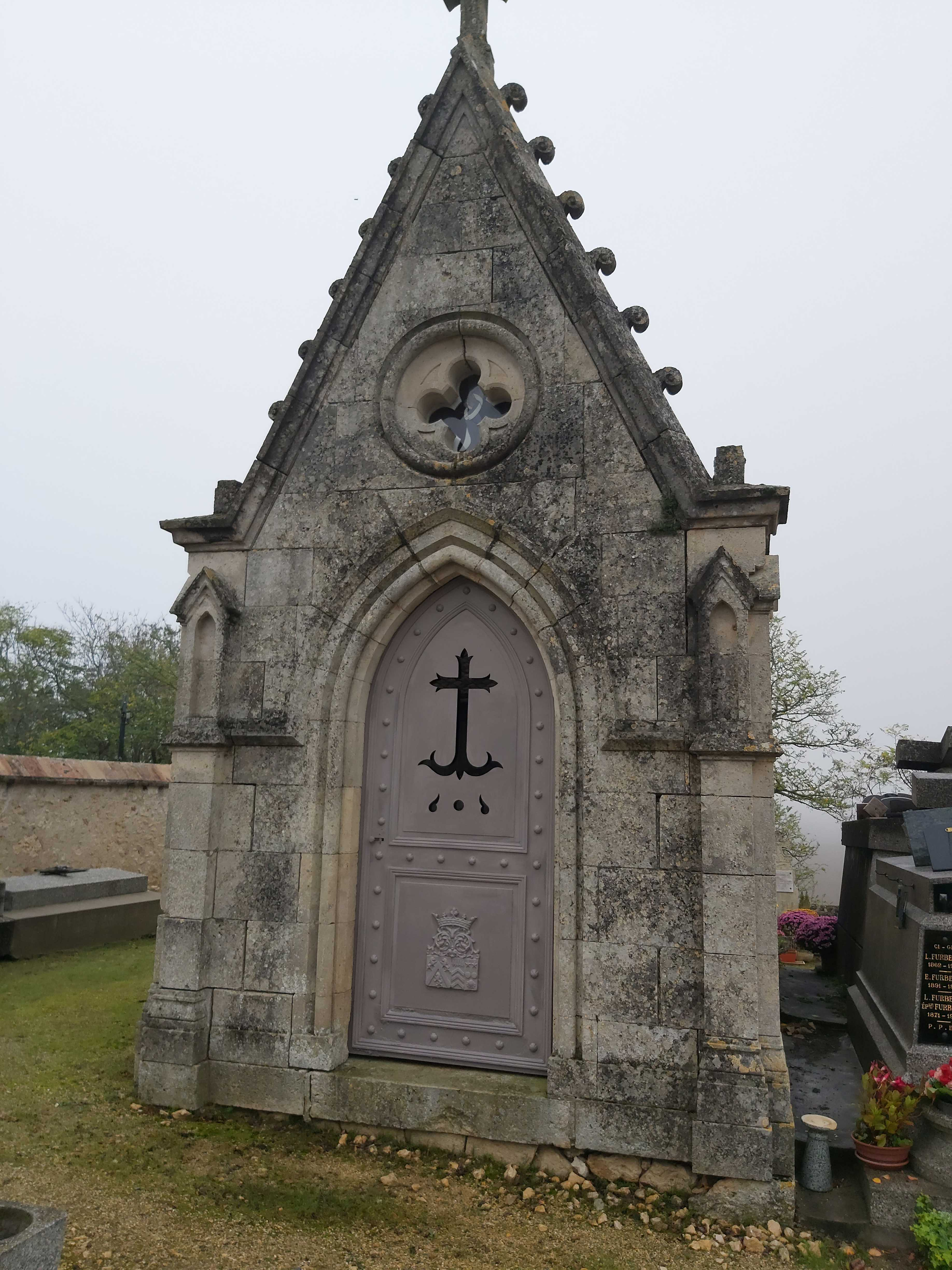
Chapelle funéraire de la famille d'Aurelle de Paladines et de Reversat Marsac.

#### Chapelle funéraire familiale
Louis Adolphe d'Aurelle de Paladines, fut inhumé sur une parcelle de terrain récemment acquise par ses soins et contiguë au cimetière communal. Veuve, Perpétue obtient d'«y fonder à perpétuité la sépulture particulière de la famille d'Aurelle de Paladines et de Reversat Marsac» et y fait construire une chapelle funéraire capable de contenir seize cercueils,.

#### Dans son «Chalet» au pied du château
Dès le décès de son mari, la jeune vicomtesse, reconstitue pour quelques années un milieu familial au « Chalet ». Le recensement du 2 mai 1872 mentionne la présence de sept personnes : Perpétue de Reversat Marsac, veuve d'Aurelle de Paladines, propriétaire ; de Reversat Marsac Victor, son neveu, onze ans; Henri d'Aurelle de Paladines, prêtre, son oncle par alliance, soixante-quatre ans ; servis par du personnel très jeune, de vingt-cinq à quatorze ans : un cocher, une femme de chambre et deux domestiques.
Au recensement de décembre 1876, à trente-et-un ans, elle y vit seule avec, toujours à son service, le jeune couple Gensac et leur fille de quatre ans tandis que dix personnes occupent le château : sa belle-sœur Hélène de Belleud, veuve, chef de ménage, trente-deux ans ; Eugène, son fils, dix ans ; Jeanne, sa fille, huit ans ; Armand de Voisins Lavernière, "allié au chef", quatre-vingt-huit ans ; Félicité de Vignes de Puylaroque, "alliée au chef" ; un couple de domestiques et leur fils de vingt-quatre-ans, domestique ; une cuisinière de quarante-neuf ans.
Perpétue d'Aurelle de Paladines, bien que demeurant chez elle au «Chalet», continue, comme elle l'avait fait pour son père, de s'occuper et de soigner les derniers membres âgés de sa famille restés au château : Armand de Voisins, l'ami de son père qui lui dit « dans un moment suprême : je ne t'oublierai pas », décédé en décembre 1876 à quatre-vingt-neuf ans et sa «bonne tante Félicité» qui meurt cinq ans après, en novembre 1881, à cinquante-sept ans. Se conformant aux volontés exprimées par son père dans son testament en décembre 1862, elle veille à « environner ces vieillards de soins affectueux et de leur rendre la vieillesse et les infirmités qui en sont la suite les plus supportables possible ».

#### Sans oublier la parenté éloignée
Du côté de la famille de son mari, la vicomtesse d'Aurelle de Paladines maintient le contact avec les membres plus éloignés de sa belle-famille quand elle perd l'oncle de son mari, le général d'Aurelle de Paladines, soixante-treize ans, en décembre 1877 à Versailles, lors d'une de ses visites au Palais, aile des ministres Nord où il résidait avec « sa seconde épouse dont elle était proche »,.
Du côté de la famille de Lingua de Saint-Blanquat, Perpétue de Marsac pense souvent à ses deux cousins bien plus âgés qu'elle, Eugène et Melchior au château de Lacaze à Capens. Elle possède dans sa bibliothèque, quelques livres offerts et dédicacés par Eugène à l'époque de son enfance. Après la mort de leur père en 1854, leurs rencontres régulières cessèrent. Eugène et Melchior décèdent la même année 1883 dans leur château de Lacaze. Respectivement à l'âge de soixante-treize et soixante-six ans.
Perpétue est maintenant la seule mémoire vivante de ce « « petit centre de jansénistes », comme elle qualifiera plus tard la demeure familiale ».

### 1884-1894: Perpétue, seule à Marsac

#### Héritière d'un lourd patrimoine
Au début de cette période, Perpétue vit seule dans son chalet, servie par un personnel réduit, continuant probablement à prendre ses dîners au château, comme elle en avait régulièrement l'habitude avec son mari. Son frère Emmanuel, juge de Paix à Lavit, sa dernière attache familiale, décède en mars 1890 à l'âge de quarante-sept-ans dans son château de Poupas, commune limitrophe de Marsac.
La perte de sa mère, de son père, de son oncle et de son mari, l'avaient laissée très affectée et dans une grande solitude mais les héritages cumulés la mettent de fait, à la tête d'une fortune de 88 000 francs et de biens tant immobiliers que fonciers comme l'énumère V. Alemany : l'héritage reçu de sa mère se monte à 11 906 francs de valeurs immobilières, celui de son père à 117 ha de terres et vignes réparties sur trois métairies, celui de son oncle Eugène comprend une partie de ses biens fonciers avec leurs soucis et tracas : phylloxéra, méventes de récoltes bien qu'elle vive tout cela avec un certain détachement. Mais indirectement, les « querelles autour du partage de l'héritage de son frère [Louis], dont une partie fut mal gérée et dilapidée par le fils [Victor], né de son premier mariage, [sont l']objet de souci et de déception [pour elle] qui l'avait en partie élevé ».

#### Fidèle à ses principes, se décharge de cet héritage
Ses convictions demeurent : à près de cinquante ans, elle est seule à les garder intactes au sein de sa famille. Ayant grandi « au milieu d'Amis de la Vérité, dans un environnement janséniste qui la préservait des distractions du monde et lui imposait une vie austère dans un imposant château [éloigné des villes] d'où l'insouciance était bannie », [elle trouve sans doute dans son éducation religieuse courage, endurance et patience], « tout en forgeant son propre caractère dans la solitude », remarque V. Alemany.
« La prière va lui permettre de trouver un nouveau sens à sa vie dans une relation intime avec Dieu », bien dans l'esprit de cet extrait d'« un sermon de carême entendu à Saint-Thomas d' Aquin en 1893 qu'elle avait écrit en lettres majuscules sur un bout de papier » : « Religion, lien de Dieu à l'homme et de l'homme à Dieu. Religion, dialogue : l'homme parle à Dieu, et Dieu lui répond, et l'homme entend la réponse de Dieu ».
Elle décide alors de mettre en œuvre son projet de vie mûri durant vingt années de veuvage, en prenant ses distances avec le monde, suivant les modèles de Vies édifiantes de jansénistes héritées de sa grand-mère,. N'ayant plus d'attaches familiales directes, elle fait don de tous ses biens, château, domaines, argent, aux membres de sa famille de seconde génération,. Elle garde cependant à Marsac son « petit chalet » et une « petite métairie », seule source de revenus qui lui permettra d'être indépendante, autonome, libre,.
« Avant de se retirer à Port-Royal, Perpétue fait imprimer sur un feuillet double la mention d'âmes à évoquer dans des prières ». S'y trouvent les noms de tous ceux qu'elle a vu partir. Pour clore cette litanie elle y fait mentionner son propre nom : « Mme Perpétue d'Aurelle, née de Marsac, a commencé son pélerinage le 8 juin 1845 ; elle l'a terminé le [...] ». Pour clore, une prière : « Mon doux Sauveur, accordez-nous la grâce de bien comprendre que la vie n'est qu'un tout petit voyage, un temps d'épreuves et de combats. ». Feuillet remis à tous les bénéficiaires de ses largesses.
Après avoir trié sa bibliothèque, « libérée de toutes obligations familiales, délestée de toute fortune, elle s'achemine vers Port-Royal qui depuis si longtemps attirait son mysticisme.» « Elle aurait parcouru à pied les près de cinq cents kilomètres séparant Lyon, qu'elle habitait alors, jusqu'à Magny-les-Hameaux où achevaient de vivre les dernières religieuses de Port-Royal »,.

## Biographie àPort-Royal des Champs(1894-1932)

### Août 1894 - juin 1895: une année d'insistance pour réaliser son rêve

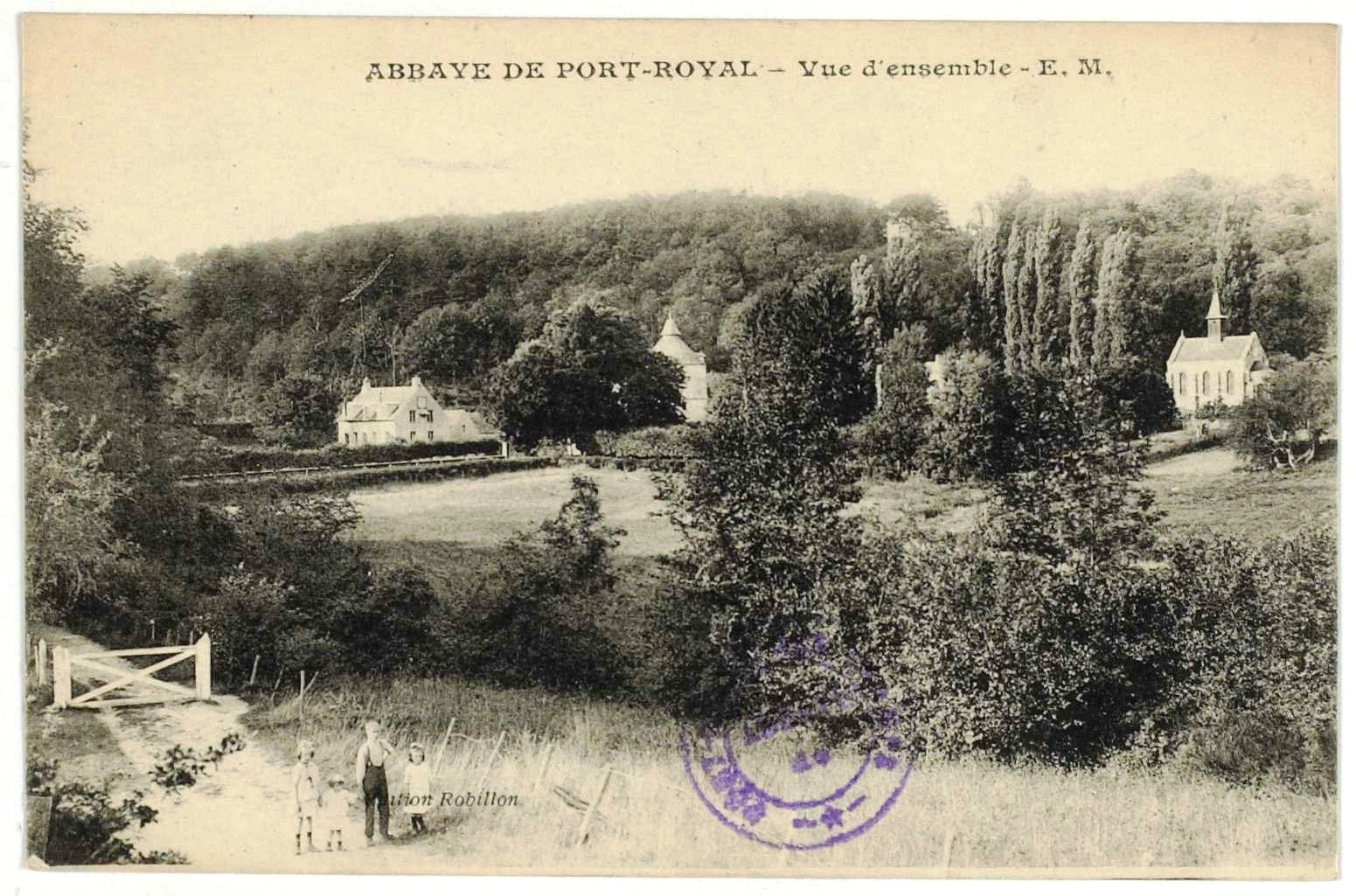
Carte postale de la fin du XIXe siècle : vue d'ensemble des ruines de l'abbaye de Port-Royal. À l'arrière, le vieux moulin et la maison de Perpétue, le pigeonnier, l'habitation du fermier cachée derrière les arbres, et tout à droite l'oratoire-musée récemment construit.

Pour Véronique Alemany, « C'est cette réalité visuelle - à la fois naturaliste, symboliste, impressionniste et expressionniste - et ces présences immatérielles qui, un jour d'été 1894, charmèrent la visiteuse... »

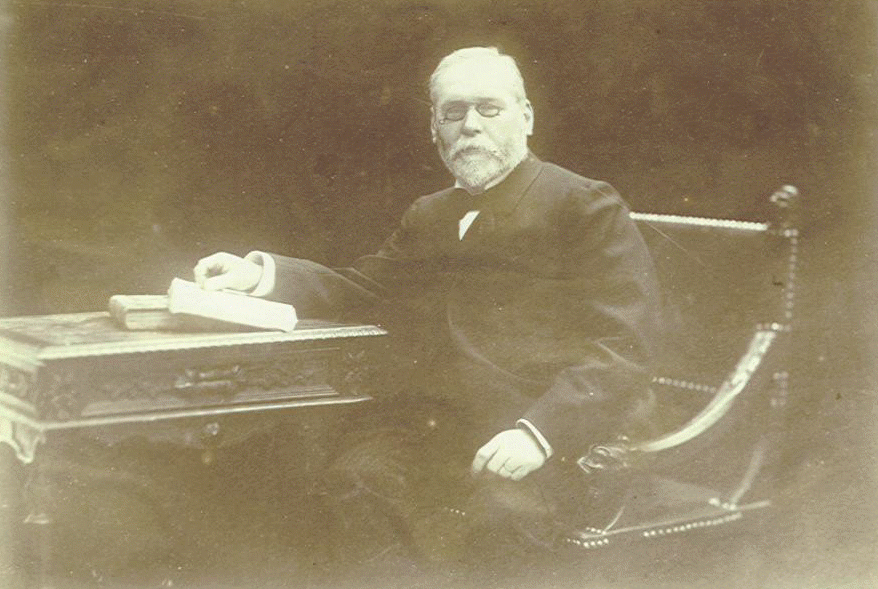
Augustin Gazier.

 Août 1894, la vicomtesse d'Aurelle de Paladines se rend à Port-Royal des Champs. « Fascinée par le site, elle y rencontre Augustin Gazier et lui fait part de son souhait de s'y installer.». Elle sollicite les prières des religieuses de Sainte-Marthe qui l'hébergeaient alors dans leur maison de Magny-les-Hameaux, non loin de là, [...] tout en insistant auprès de M. Gazier : « Je suis quelquefois comme effrayée d'être poussée bien souvent comme malgré moi à faire cette demande ».

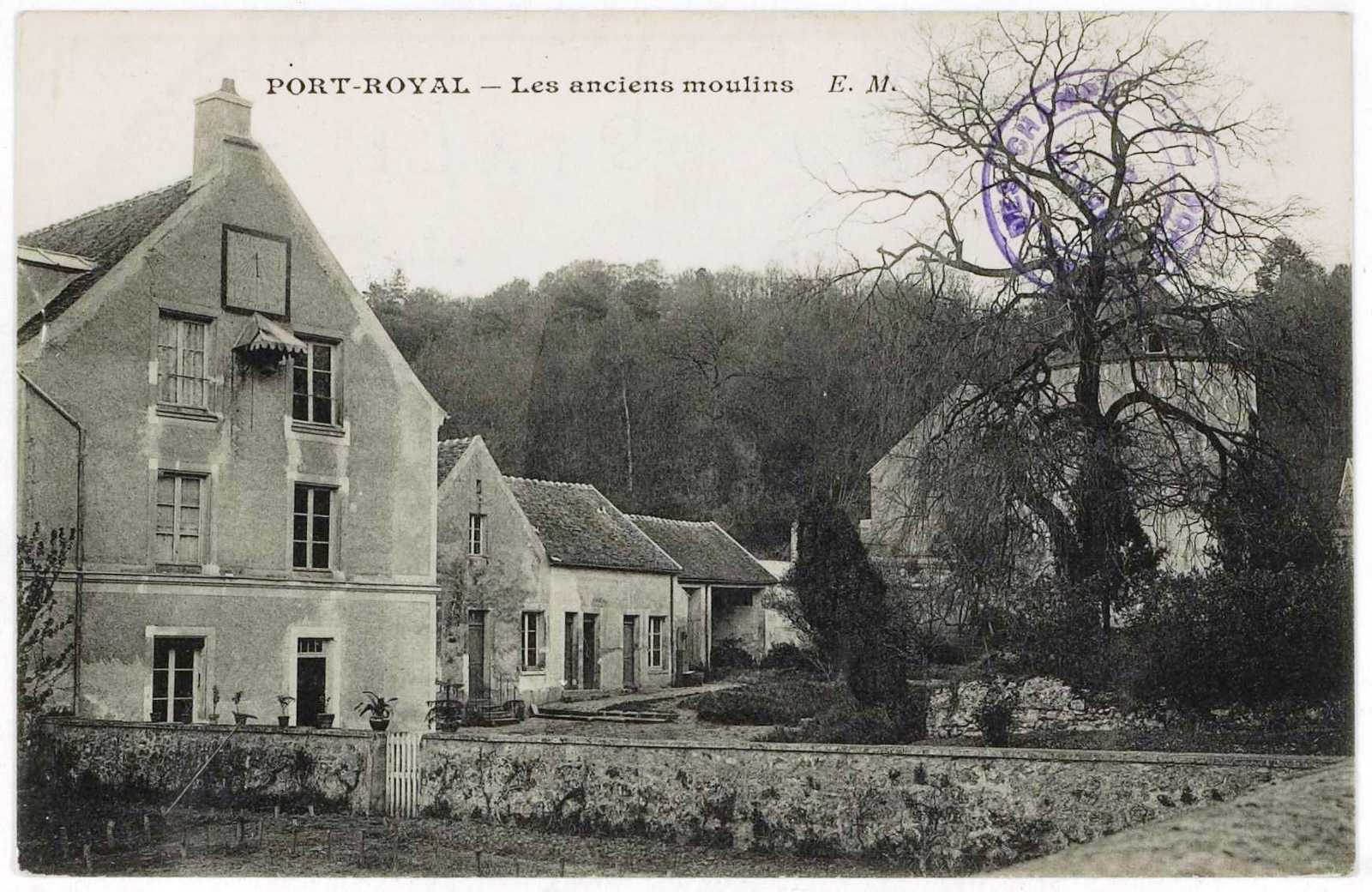
Le logis de la dernière Solitaire : « une humble maison à [pignon] » faisant partie d'un ensemble de petites maisons bâties par Louis Silvy, au milieu du XIXe siècle, « à l'emplacement des communs de l'ancienne abbaye entre le colombier et le moulin ».

 Au printemps suivant, elle l'entretient de son « désir si vif d'aller vivre seule avec Dieu seul, dans cette sainte solitude de Port-Royal [...], c'est comme une sorte d'hypnotisme, c'est un beau rêve !». Enfin, fin juin, au nom de la Société Saint-Augustin, il accepte de lui « donner asile dans une petite maison mitoyenne de celle des gardiens », un ancien logement abandonné.
Aussitôt elle fait son voyage annuel à Marsac, ajoutant à son programme habituel le déménagement de sa bibliothèque, héritée de celles de sa grand-mère paternelle, de ses parents et de son fonds personnel. Déjà triée et mise en caisses, elle l'emporte en bagages accompagnés jusqu'à la gare de Saint-Rémy-lès-Chevreuse où de « braves gens », accompagnés « de sept ou huit personnes » emportent le tout dans une carriole à cheval couverte, jusqu'à son nouveau domicile, comme elle le détaille dans une lettre à Augustin Gazier.

### Juin 1895: enfin seule «chez elle»

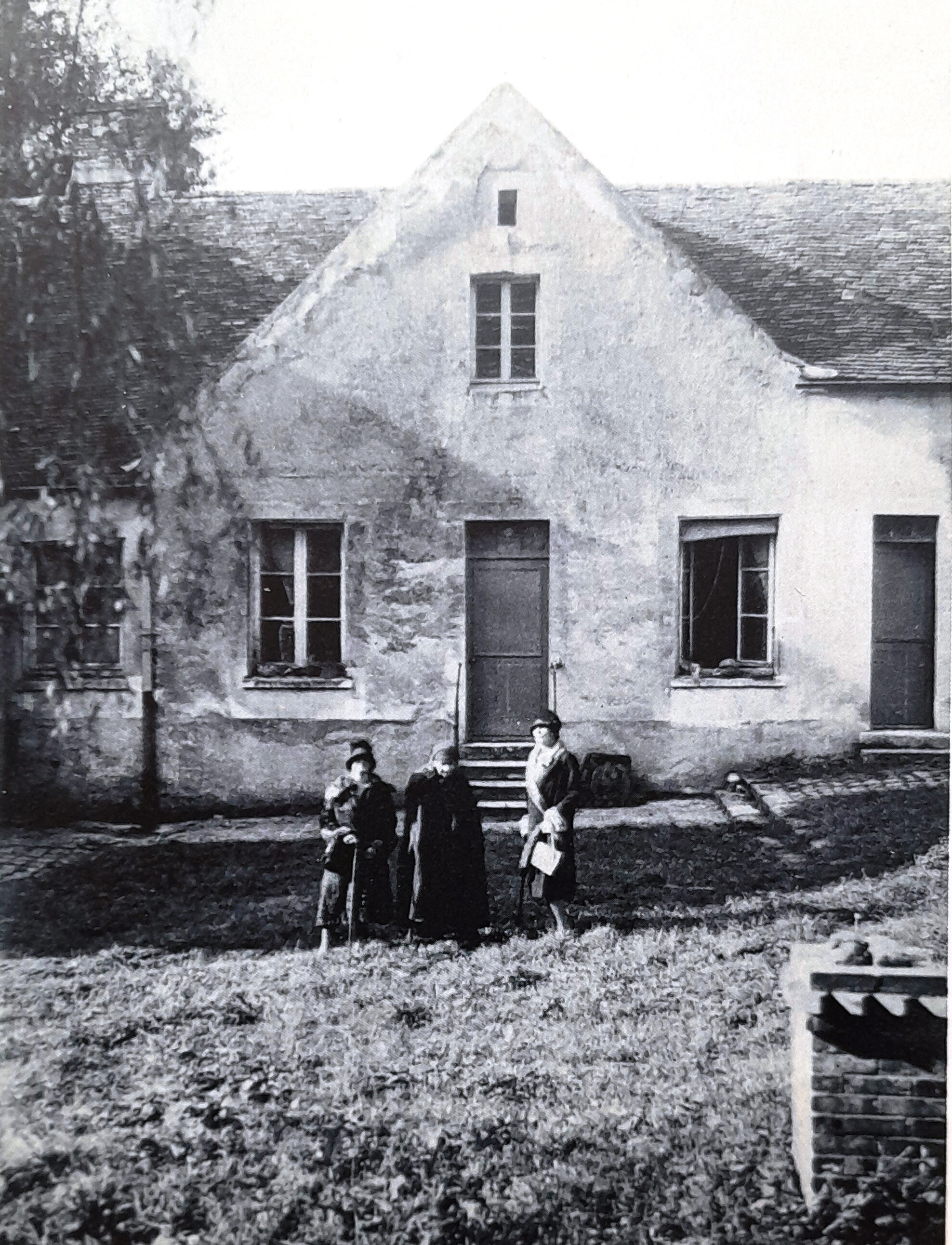
La dernière Solitaire de Port-Royal devant chez elle, entre deux visiteuses (années 1920).

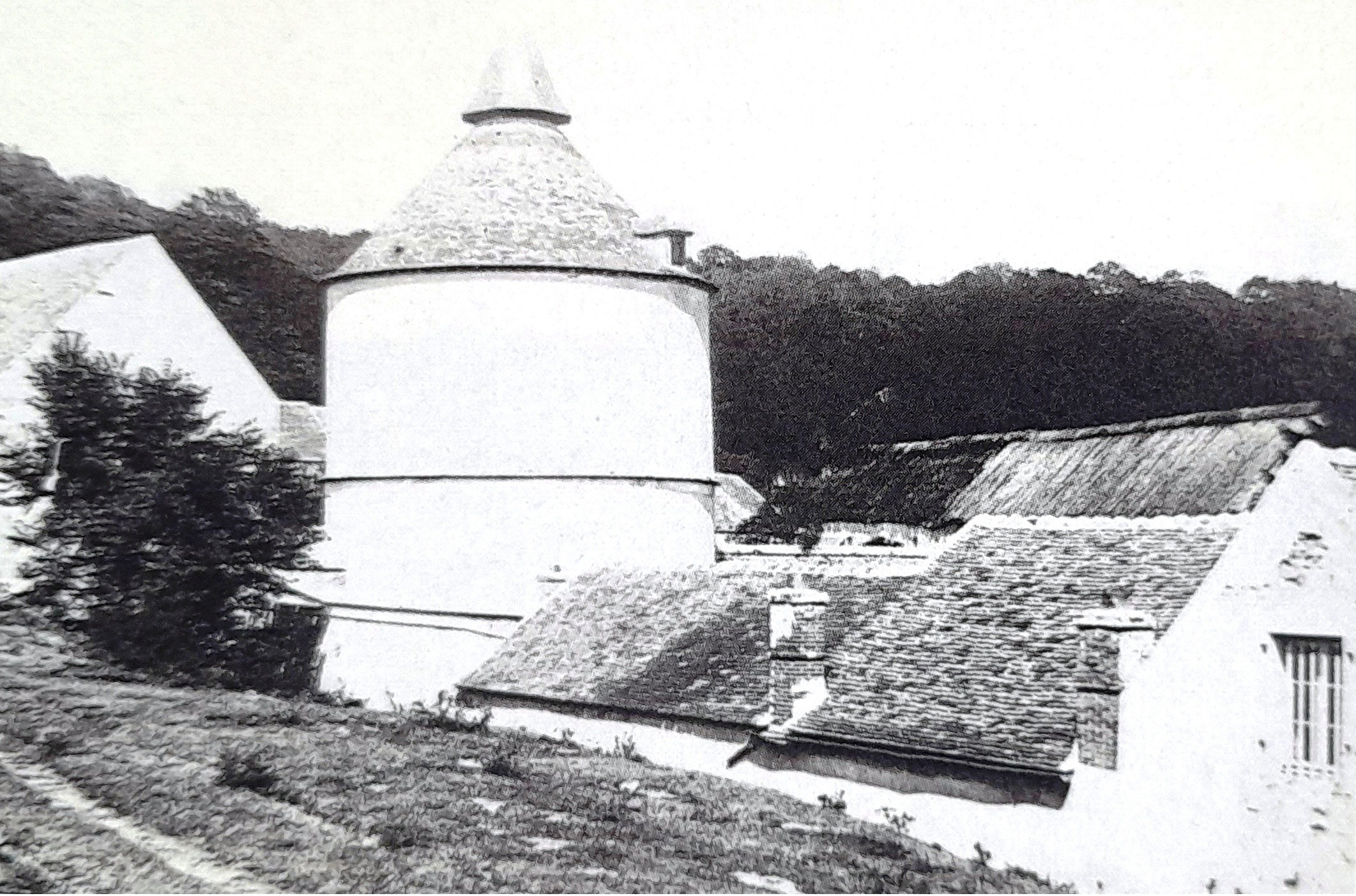
Les communs de Port-Royal des Champs - à droite, pignon arrière de sa maison dépassant du talus-digue au pied duquel elle est implantée.

Son rêve devient réalité en juillet 1895 quand elle s'installe dans « son « céleste local », emménagé comme une cellule de moniale », dans un esprit de pauvreté et de renoncement à tout luxe et à toute « superfluité ». Je suis enfin dans mon « vrai chez moi » : « deux pièces du rez-de-chaussée de la maison prêtée par la Société Saint-Augustin. Dans ce « céleste local », un réchaud, un petit poêle, une lampe à pétrole » ; au fil des années, les murs blanchis à la chaux seront entièrement recouverts « de cartes postales, de gravures, et autres types d'illustrations, rappelant des lieux et personnalités » qui lui sont chers. Au premier étage, deux pièces en soupente avec fenêtre : l'une en façade et l'autre à l'arrière donnant sur l'étang des moniales derrière son talus-digue.

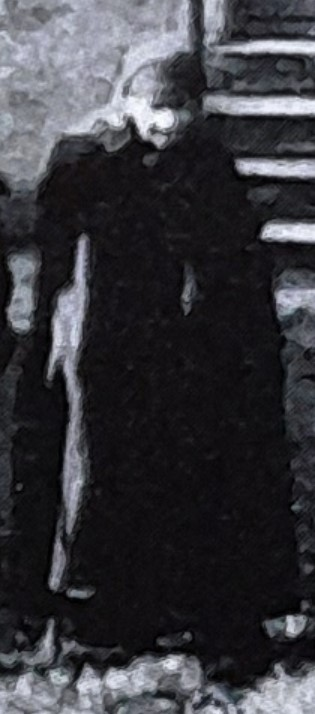
La Solitaire à ses débuts à Port-Royal en longs vêtements noirs, une canne à la main, un foulard noué autour de la tête.

Elle se trouve enfin dans « sa tant aimée solitude de Port-Royal » et s'y identifie au point de se donner, dès juillet 1895, le titre de « Solitaire de Port-Royal », car enfermée à Port-Royal, écrit-elle à Augustin Gazier, « je suis comme le poisson dans l'eau, l'oiseau dans l'air ; ils mourraient si on les sortait de leur élément. Mon élément c'est la solitude ».
À son arrivée elle tente d'adopter la tenue des moniales : « longue robe [...] et grand scapulaire blanc avec une croix rouge écarlate », mais Augustin Gazier l'en dissuade. Elle se contente dès lors de longs vêtements noirs.
C'est au creux de « ce vallon mystérieux », en contrebas de la chaussée de l'étang, près des ruines de l'abbaye qu'elle passe ses trente-sept dernières années en Solitaire, certes, mais dans un environnement campagnard composé de prairies, jardins, vergers, allées d'arbres taillés, étang, très animé par toutes les bêtes d'une ferme de cette époque. Deux familles y demeurent : celle du gardien des lieux dans l'ancien moulin et celle du fermier dans la maison d'habitation de la ferme encadrée par des bâtiments agricoles autour du puits, où elle se rend en « voisine [...] pour y chercher quotidiennement un demi-litre de lait et y puiser de l'eau »,.

#### Ses conditions matérielles d'existence

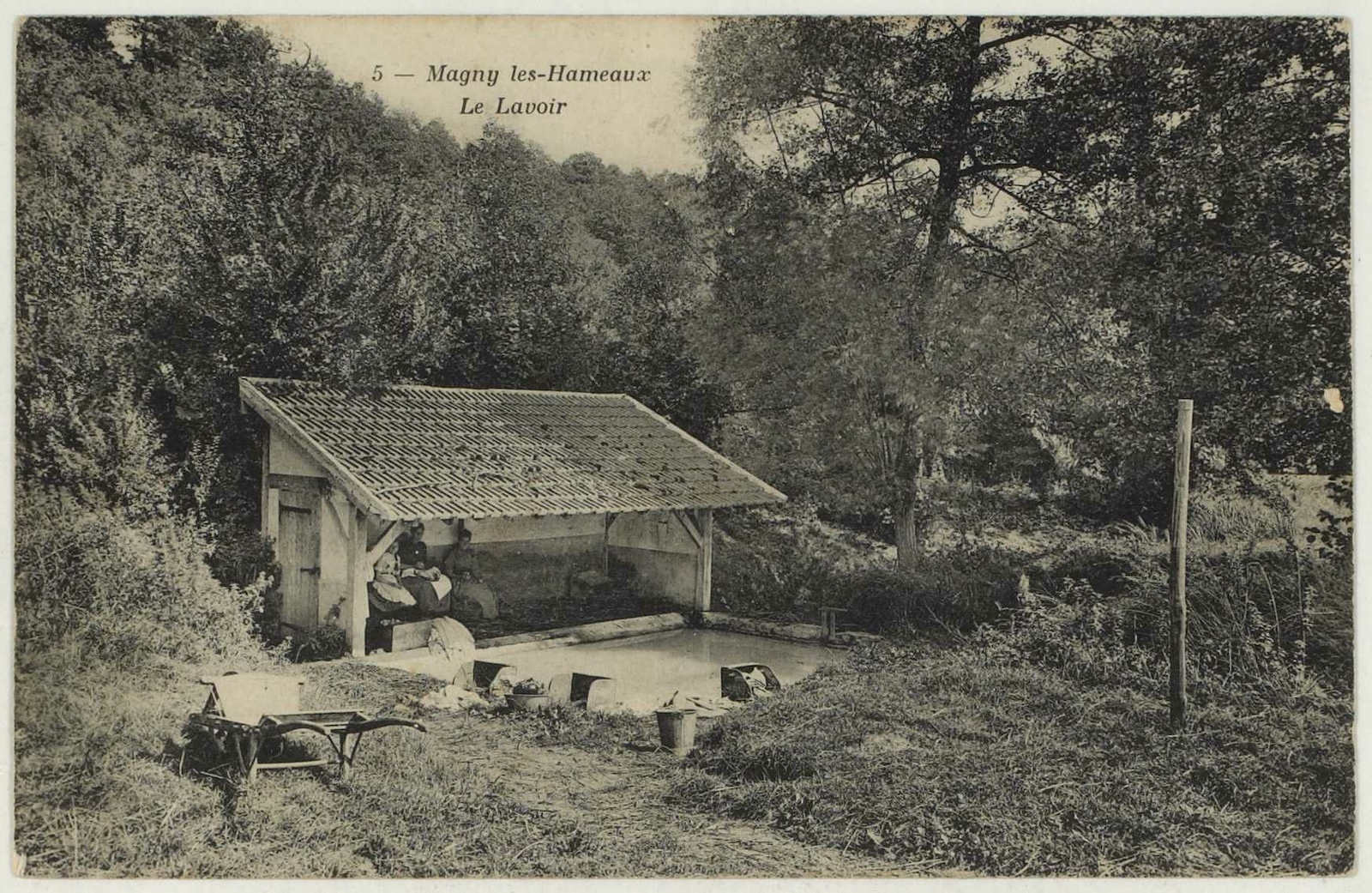
« Tout proche, sur le Rhodon, un lavoir permet à la Paladines d'entretenir son linge [...] ».

« Chaque jour elle arpente son lieu de vie qui s'étend sur la commune de Magny-les-Hameaux » : promenades méditatives sur place, montée aux Granges et ses lieux préservés de mémoire janséniste, course de trois kilomètres et demi jusqu'au village de Magny pour y suivre la messe et faire des achats à l'épicerie, se recueillir au cimetière, rendre visite au curé ou aux sœurs de Sainte-Marthe, [...]
,. Elle se rend souvent également à Saint-Lambert à un kilomètre et demi en passant par Vaumurier pour y acheter du pain à la boulangerie et se recueillir dans le cimetière de son église devant le « carré de Port-Royal » et « la tombe de Louis Silvy à côté de laquelle elle s'est réservée un emplacement pour y être inhumée ». Il lui arrive d'aller jusqu'à Saint-Rémy-lès-Chevreuse, à six kilomètres et demi pour y acheter dans l'épicerie, ce qu'elle ne trouve pas plus près.

#### Les Cent Marches et les Granges de Port-Royal

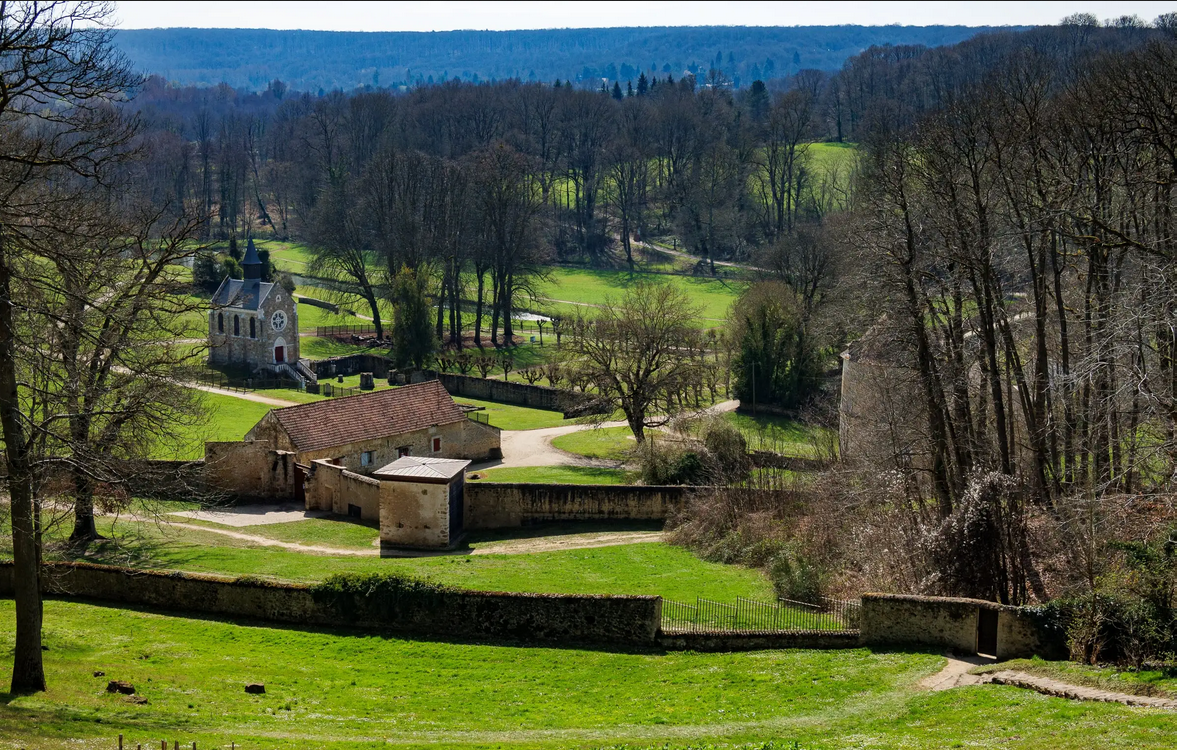
Vue générale des vestiges de l'abbaye de Port-Royal des Champs. Au premier plan le mur d'enceinte des Granges de l'abbaye et sa porte fermée à clé. Une partie de l'escalier des Cent Marches est visible dans le coin en bas à droite.

Le site des ruines de l'Abbaye de Port-Royal des Champs est en 1895, un domaine privé, libre d'accès par Saint-Lambert et Vaumurier, ayant conservé une grande partie de son mur de clôture parallèle à celui de la propriété des Granges de Port-Royal sur le plateau au nord avec : sa ferme, le puits de Pascal, le logis des Solitaires, les Petites Écoles, le château de la famille Goupil. Site ouvert temporairement à la visite quand les propriétaires sont présents au printemps et en été, mais sur demande expresse.

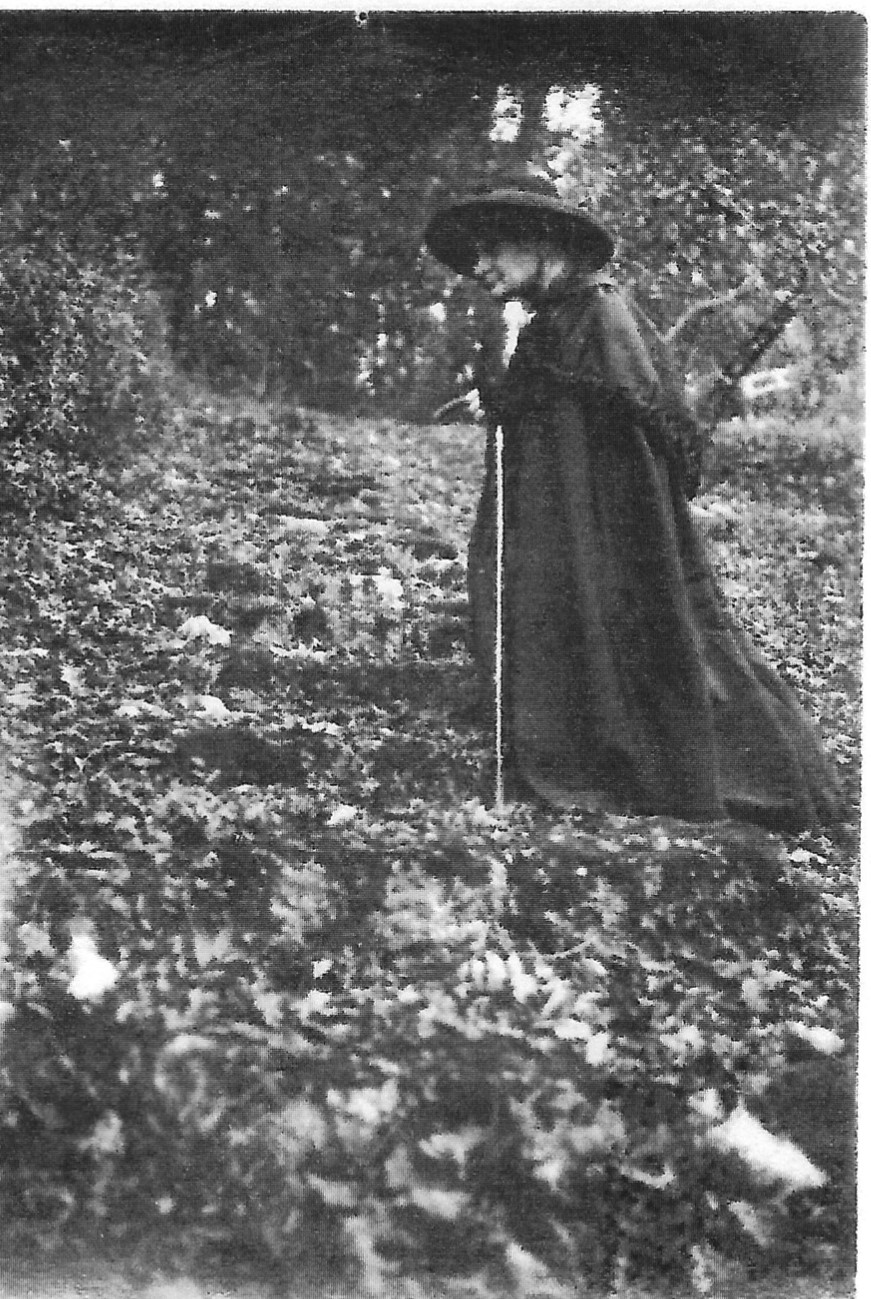
Coiffée d'un chapeau noir à larges bords, vêtue de longs vêtements noirs - robe et cape avec capuchon - s'appuyant sur une canne, la vicomtesse fait une pose aux Cent Marches « en terre battue retenue par des rondins ».

 Un sentier et son escalier des Cent Marches relient ces deux sites en passant le mur de clôture par une porte fermée à clef. Aussi, dès l'année suivante en 1896, c'est avec « émotion et reconnaissance » que la vicomtesse de Paladines reçoit de Mme Goupil », la clef de la porte des Cent Marches ! Dès l'été 1897, ce privilège est élargi à l'octroi d'une chambre qui lui est « réservée au premier étage du « château », celle dite de M. de Sacy au cas où l'escalier du parc serait trop glissant pour redescendre, ou lorsqu'elle ressentait trop d'inconfort chez elle ». Par la suite, les propriétaires successifs ont maintenu ce privilège,.

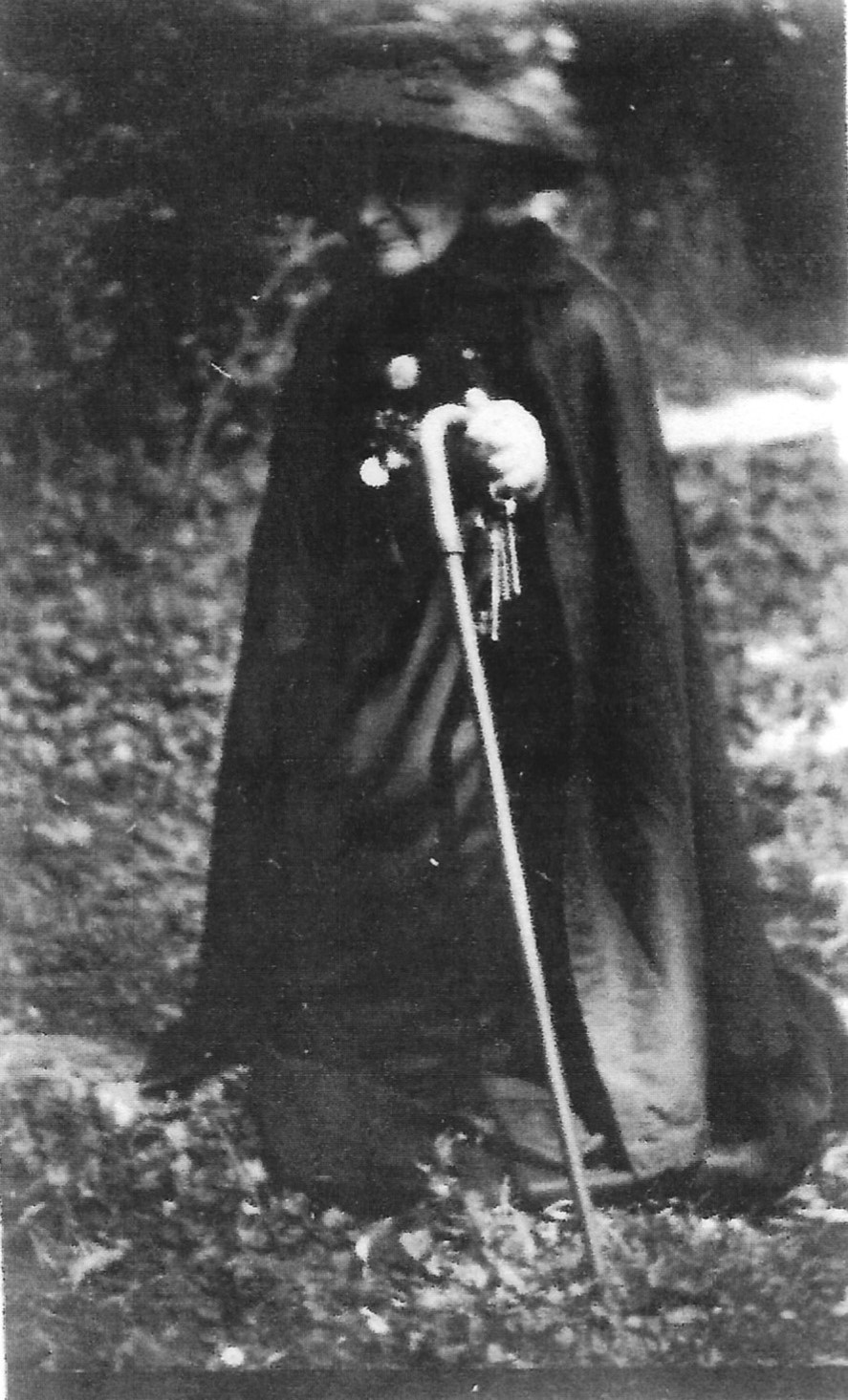
Souriante, elle tient fièrement, et presque religieusement, un trousseau de clefs.

Dès lors, la « montée des marches » de cet escalier historique et symbolique devient « très importante pour la Solitaire» : selon la tradition orale, « elle montait [...] souvent les Cent Marches, et parfois à genoux, pour faire pénitence, malgré les intempéries et la fatigue due à son grand âge ».

### 1903 - 1908: deux séjours "jansénistes" à Lyon
En 1903, après huit années de "solitude", vécues en « bannissant l'oisiveté, ennemi de la vertu et source de tous les vices », s'astreignant à être toujours occupée par toutes les pratiques et tâches dignes d'une Solitaire, Perpétue d'Aurelle de Paladines est épuisée.
« Entre l'été 1903 et l'automne 1906, puis de décembre 1907 à début octobre 1908, elle séjourne à Lyon, ne revenant à Port-Royal des Champs que momentanément ». C'est à nouveau vers ses amis de la Vérité de Lyon, descendants d'amis de son père et de son oncle Saint-Blanquat qu'elle a recours, comme à l'époque où elle avait quitté Marsac pour gagner Port-Royal : principalement les familles Michel et Rolland. Pour échapper à la « rigueur des hivers dans la vallée de Chevreuse », pour se reposer pendant une convalescence, par « besoin affectif de ressourcement », elle « partage alors le domicile de Thérèse et d'Honorine Michel, 37 rue de l'Enfance, dans le quartier de la Croix-Rousse. » Elle y occupe une chambre dont les meubles avaient été envoyés par les sœurs de Saint-Marthe de Magny-les-Hameaux. « La maison des Michel [est] pour Mme d'Aurelle de Paladines « sa chère succursale de Port-Royal ». Comme dans un monastère, sa journée [est] scandée par des exercices religieux dont certains étaient pratiqués en commun avec ces « pieuses âmes ». ».
Dans la même rue, n°16, se situ[e] la bibliothèque de la société janséniste de Lyon, où elle a accès à de « précieux manuscrits » qui ne se trouvent que là, pour « son travail de copiste de textes ».
« Les Rolland, entret[ena]nt des relations épistolaires [de longue date] avec Mme d'Aurelle de Paladines », la reçoivent également « lors de ses séjours lyonnais » et lui trouvent des opportunités de « gardiennage » dans des maisons d'amis momentanément vacantes. Depuis 1900, elle bénéficie aussi de la générosité financière des « amis » lyonnais qui lui envoient de l'argent pour subvenir à ses besoins, par reconnaissance de ses dons pour leur bibliothèque et par « charité » car elle n'avait plus pour vivre qu'une « pauvre petite rente viagère ». Fin 1908, elle redescend une dernière fois à Lyon une quinzaine de jours pour collecter des souscriptions permettant à Augustin Gazier de publier un ouvrage de luxe sur Port-Royal.

### Ses occupations engagées à Port-Royal

#### Des activités privilégiées pour «cultiver son esprit[75]»

##### Bibliothécaire janséniste et lectrice passionnée
Ayant quitté Marsac, en emportant avec elle, en bagages accompagnés, sa bibliothèque personnelle et tout le fonds janséniste de sa grand-mère paternelle et du défunt noyau janséniste du château de Marsac, dès son arrivée, « elle consacre ses après-midi, de deux heures à cinq heures, à « arranger » ses livres dans sa "bibliothèque" : la pièce en entrant à gauche où elle avait fait installer des rayonnages. Elle complète son travail de bibliothécaire par une tâche d'archiviste, en triant les papiers de ses ancêtres, « toutes ces chères paperasses en fouillis »».

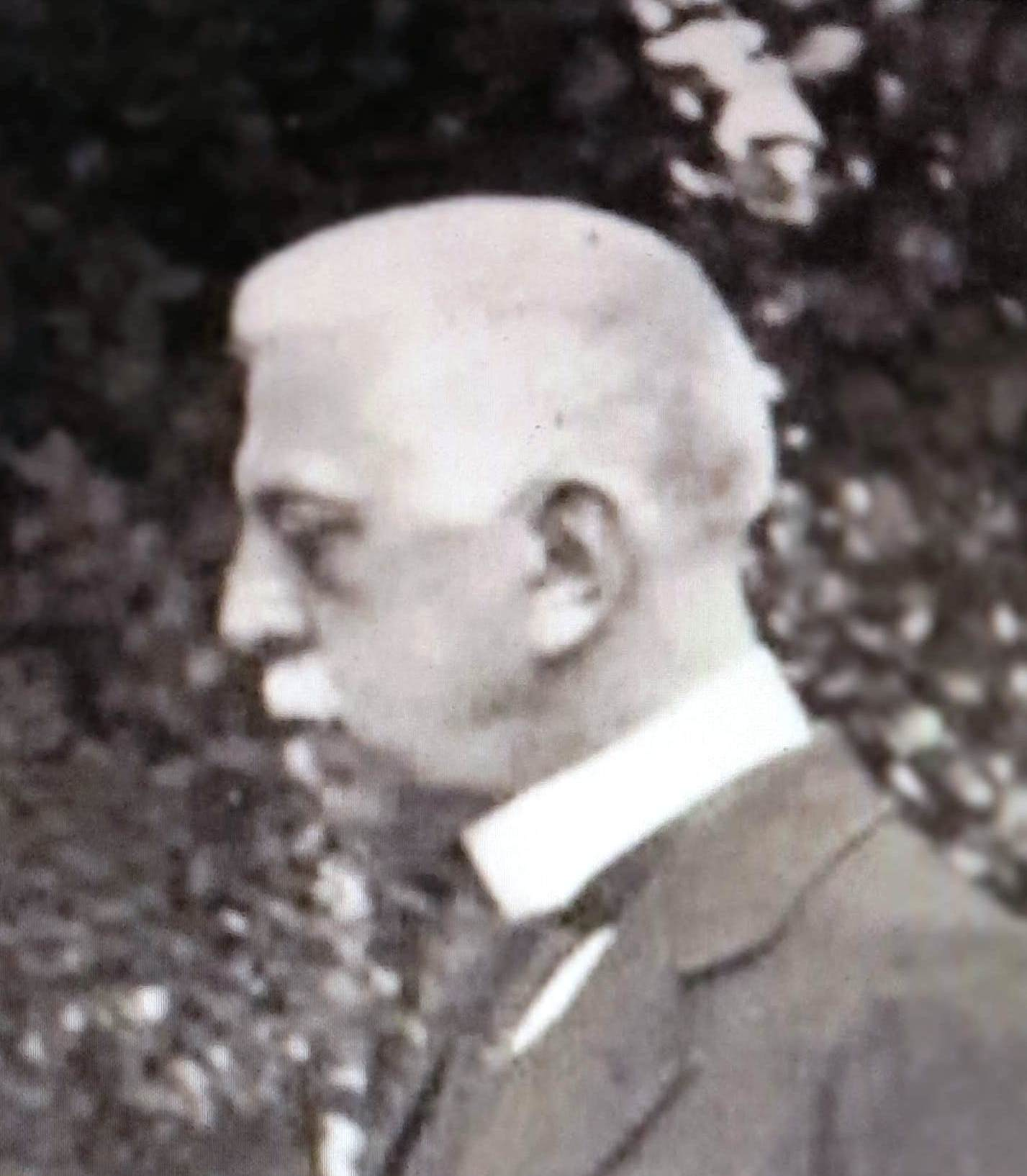
Paul de Saint Blanquat (1853-1934), petit-neveu de la dernière Solitaire.

En juillet 1908, Mme d'Aurelle de Paladines, reçoit une lettre de Paul de Saint Blanquat, un de ses petits-neveux, désirant « mettre en dépôt en sûreté » à Port-Royal « ce petit trésor » qu'il conservait dans son château de Lacaze à Capens, hérité à la mort de ses oncles Eugène et Melchior. Avec l'accord d'Augustin Gazier, une réponse positive lui ayant été donnée, « un exceptionnel ensemble de livres imprimés et de manuscrits, complété par des gravures et des images pieuses, parvient à Port-Royal des Champs en vingt-cinq caisses, dont l'organisation du transport, l'envoi, la réception, la préparation de son installation, la mise en place et l'inventaire s'étaleront sur trois ans, de 1908 à 1911 ». Dans sa demeure, les deux pièces à l'étage en soupente seront aménagées et décorées, des rayonnages mis en place pour « mettre en sûreté des objets si précieux » tout en se battant « contre les souris, les rats et l'humidité ambiante due à une fuite de gouttière ». Mais aussi « trier ce qu'elle voulait conserver et préparer des envois » pour la Bibliothèque janséniste de la Société Saint-Augustin, pour les Amis lyonnais de la Vérité, pour l'université de Louvain en Belgique incendiée pendant la guerre, des ouvrages seront même emmenés à Montréal à un archevêque, français émigré constituant une bibliothèque janséniste.

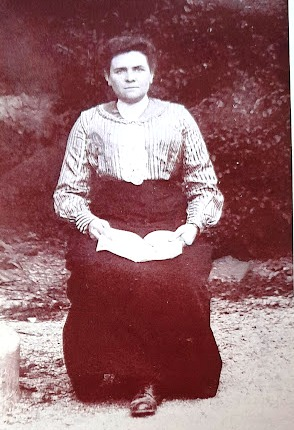
Cécile Gazier (1878-1936).

Pour le travail d'inventaire et de classification, s'estimant incompétente, la Paladines fait appel pendant une dizaine d'années à Cécile Gazier, « savante en Port-Royal ». Pour le catalogage elle consulte l'Abrégé de l'Histoire de Port-Royal par Racine, réédité en 1907 par Augustin Gazier, réalisant elle-même ses carnets. Mais « à soixante-quinze ans, elle commence à avoir des crises d'angoisse et souffre des articulations de la main droite, surtout quand il fait froid. Aidée dans les dernières années par son [petit-]neveu et par des connaissances des sœurs de Sainte-Marthe, pendant quelques mois, chacun. »,. 
« Le travail de classification et l'installation du fonds Saint-Blanquat se prolongèrent jusqu'en 1920» et leur répartition jusqu'en 1929. Le 31 janvier 1925, « Pauline Albertine Marie Ghislaine Van Pottelsberghe de La Potterie, épouse de Charles Marcel Ribardière, achète le domaine des Granges à son nom », la Solitaire de Port-Royal conservant tous ses privilèges. À cette occasion, « serait-ce par besoin financier ? », « elle se sépare d'une partie de ses livres et souvenirs à M. Ribardière pour une somme de 2 000 francs » et lègue par la suite à M. et Mme Ribardière sa bibliothèque port-royaliste.
« Dès son installation sur le site, [...] pour en mieux connaître l'histoire ─ et les événements et les personnes ─, elle se plonge dans la lecture des diverses histoires parues au XVIIIe siècle sur l'abbaye, les Religieuses et les Messieurs, et dans celle des Mémoires ou histoire des Solitaires de Port-Royal [...]. Elle se passionne pour l'œuvre des convulsionnaires, et plus particulièrement pour ses instruments, à travers des lettres, des prières, des discours de piété, des visions et des prédictions de "frères" et surtout de « sœurs » [...] ». Les ouvrages sur lesquels la Solitaire s'est attardée portent les traces de ses réactions de lectrice, comme sur les deux pages ci-dessous.
C'est ainsi que parler de Port-Royal devient pour elle une vraie joie auprès des visiteurs qui apprécient son érudition.
|                                                          |
| Page de couverture du catalogue du fonds Saint-Blanquat. |

|                                                                 |
| Page d'un livre annoté par la dernière Solitaire de Port-Royal. |

| |
| Une page du recueil factice sur la sœur Brigitte, composé par la dernière Solitaire, à partir de discours et de visions de la disciple convulsionnaire prophétesse de Pinel. |

##### Copiste acharnée
« Dès 1895, la Solitaire s'attelle à la tâche de copiste, dans la tradition port-royaliste d'une entreprise de mémoire ». Ce travail d'écriture sera son occupation favorite qu'elle estime « surélevante, surnaturelle », privilégiant les annonces des sœurs convulsionnaires prophétesses du XVIIIe siècle, à partir de manuscrits prêtés par des relations jansénistes sur Paris, Lyon » ou de la famille Saint-Blanquat. « Les 13 000 pages recopiées de sa main, comptabilisées dans les archives de Port-Royal des Champs, ainsi que l'ensemble de ses lettres » révèlent souvent les conditions difficiles dans lesquelles elles ont été écrites : « quotidiennement, en toute saison, jour et nuit ». « J'ai usé ma vie à copier du port-royalisme du XVIIIe siècle, jusqu'à deux heures du matin avec la lampe Pigeon; en hiver les jours sombres, précise-t-elle en 1929, je n'y vois ni pour lire ni pour écrire. Et en écrivant ma pauvre tête se congestionne bien vite. » Elle avait alors quatre-vingt-quatre ans.

##### Infatigable pèlerine
Pour Véronique Alemany, « la Paladines est une infatigable pèlerine. Elle affectionne de se rendre dans les lieux historiques liés à Port-Royal [...]. Sa démarche est à la fois mémorielle et édifiante », bien dans l'esprit du Manuel du Pèlerin de 1767 qui invite ceux qui veulent s'y lancer à le faire non en « stériles admirateurs », mais en chrétiens agissant pour « la gloire de Dieu, l'honneur des saints et notre propre sanctification ». Elle en possède un exemplaire comme guide dès le début de son séjour, puis par la suite elle en a confectionné un autre, « manuscrit, recopié par ses soins en 1922 d'après un texte revu en 1910 » pour tenir compte des travaux récents d'aménagement du site. Ce manuscrit, « rédigé dans un carnet de sa fabrication, contient des textes relatifs à des déplacements faits aux ruines de Port-Royal des Champs et à des visions mettant en scène ces ruines. Elle y a glissé une carte postale de chaque station » :
1 - Paris, Saint-Jacques du Haut-Pas ;
2 - Cloître de Port-Royal de Paris ;
3 - Magny-les-Hameaux, Port-Royal des Champs ;
4 - Magny-les-Hameaux, Les Granges ;
5 - Magny-les-Hameaux, église Saint-Germain-de-Paris ;
6 - Saint-Lambert (Yvelines), cimetière au pied de l'église Saint-Lambert et Saint-Blaise ;
7 - Boullay-les-Troux, église Saint-Jean-l'Évangéliste ;
8 - Palaiseau, église Saint-Martin ;
9 - Paris - église Saint-Médard et son cimetière ;
10 - Paris, église Saint-Étienne-du-Mont ;
11 - Paris, église Saint-André-des-Arts, démolie au début du XIXe siècle. Elle se situait sur l'actuelle place Saint-André-des-Arts ; 12 - Paris, église Saint-Josse,  démolie en 1792, se situait à l'angle de la rue Quincampoix et de la rue Aubry-le-Boucher ; 13 - Paris, église Saint-Landry, démolie en 1829, était située n° 1 rue Saint-Landry et n° 2 rue du Chevet-Saint-Landry, actuellement à l'emplacement de l'Hôtel-Dieu_de_Paris. 
« Avec la Première Guerre mondiale, et les risques dus à la fragilité de l'âge, ses déplacements » se raréfient alors qu'elle avoisine les soixante-quinze ans. « De plus elle choisit de vivre davantage comme une moniale [...], car « une religieuse ne sort pas de son couvent » », selon ses propos.
Durant les dix dernières années de sa vie, cet album-souvenir de ses pèlerinages, lui permettra de les revivre sans avoir à se déplacer.

#### Des activités d'ouverture sur le monde

##### Documentaliste pour Augustin Gazier

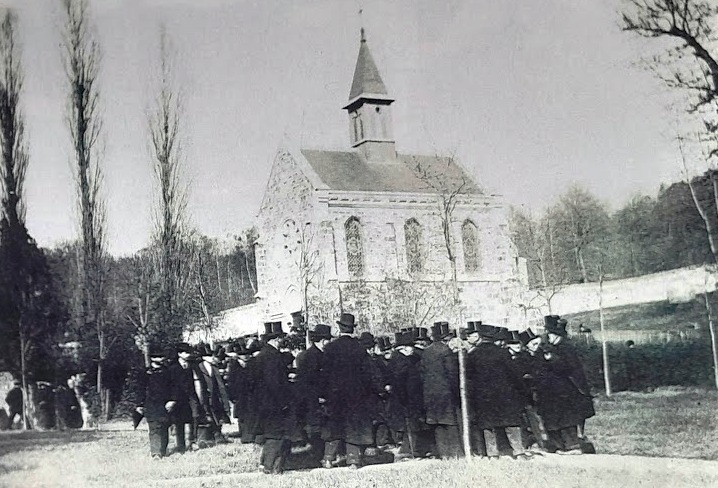
Délégation officielle d'académiciens et de personnalités politiques, rassemblée en 1899 à l'emplacement de la cour intérieure du cloître où se situait l'ancien cimetière des moniales et des Solitaires.

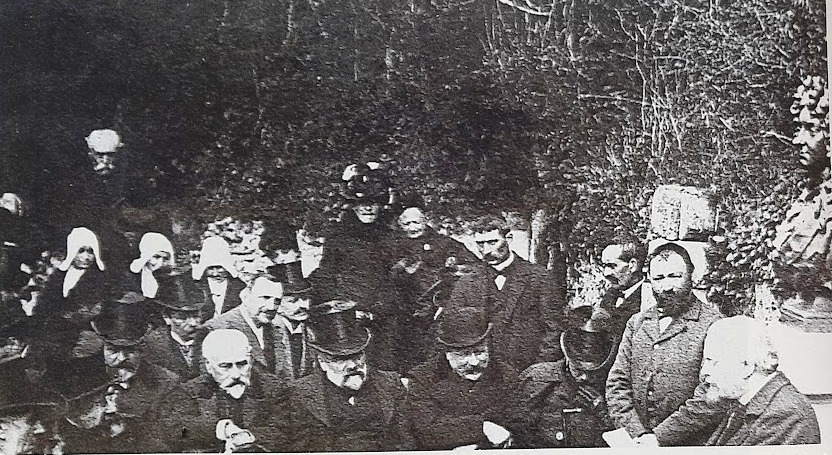
25 avril 1899 : le noyau janséniste de Port-Royal des Champs constitué par les résidents et les membres de la Société Saint-Augustin, propriétaire des ruines. Dominant le groupe, debout au dernier rang, la Solitaire coiffée d'un grand chapeau noir.

La vicomtesse d'Aurelle de Paladines « participe activement » aux démarches préparatoires à des commémorations « puis, comme invitée, en assistant aux manifestations qui se déroulent « chez elle » » et à des recherches documentaires ponctuelles destinées à des publications d'Augustin Gazier,.
Durant son séjour à Port-Royal des Champs elle connaîtra trois journées commémoratives auxquelles elle participe de manière plus ou moins engagée dans les préparatifs.
La première journée, en 1899, est dédiée au bicentenaire de la mort de Jean Racine. Le 25 avril 1899, « l'habitante du vallon sacré » se mêle à la foule des six cents personnes en suivant la « brillante » délégation venue à pied de Saint-Lambert et Vaumurier pour « la visite solennelle des ruines », assiste à l'inauguration applaudie du buste de Racine, « écoute les discours prononcés au milieu d'un profond recueillement, monte aux Granges avec le cortège officiel », en empruntant les Cent Marches, y visite la Maison des Solitaires, les Petites Écoles et reçoit finalement, dans la bibliothèque du château, récemment construit, l'accueil le plus délicat de M. et Mme Goupil Sainte-Marie.
La seconde, journée anniversaire de la dispersion des dernières religieuses et fermeture du monastère le 29 octobre 1709, organisée par le « bon génie de Port-Royal », Augustin Gazier qui « [a] préparé de longue main cette solennité », en proposant : « pas de discours, pas de manifestation. C'est la fête du souvenir. ». Cet anniversaire fut volontairement discret et la presse tenue à l'écart. « La Solitaire du lieu », comme une trentaine d' « amis » est invitée par « lettre confidentielle » à se retrouver à Port-Royal des Champs le 29 octobre 1909 ; environ la moitié se déplace. Un service solennel se déroule dans l'église de Saint-Lambert. Elle se rend ensuite avec les fidèles « aux ruines de l'abbaye pour y chanter le De profundis : « un pèlerinage expiatoire » et un hommage à des caractères qui ne ployaient pas, à de « fières consciences » de résistantes » témoigne le vicomte de Vogüé. »
« Pas plus de solennité » pour la troisième journée commémorative, dédiée « au tricentenaire de la naissance de Blaise Pascal, [...] célébré le 17 juin 1923, d'abord aux ruines », où Mme d'Aurelle de Paladines écoute les prises de parole de MM. Édouard Le Roy et Alfred Rébelliau, de l'Institut et la lecture de fragments d'œuvres de Pascal par Paul Gazier, avant d'assister à une messe d'action de grâce à Saint-Lambert. À cette occasion, elle aurait été « conviée au banquet parmi les Amis de Port-Royal, à la droite même du Président [de la République], mais elle refusa humblement l'invitation », selon sa proche amie Louise Faure-Favier.
« Cette année-là fut créée la Société des Amis de Pascal, à un moment où ce dernier [...] apparaît plus vivant, plus actuel que jamais ». « Chaque année, en juin, les amis de Pascal accomplissent une « excursion-pèlerinage », soit à Paris soit dans la vallée de Chevreuse ». Le 29 juin 1930, Mme d'Aurelle de Paladines, « portant avec grâce ses quatre-vingt-cinq ans », est honorée de la visite du groupe. Son âge ne l'empêche pas de « suivre le groupe aux Granges pour écouter, devant le Logis des Solitaires, Eugénie Segond-Weber lire des Pensées de Pascal et Lydie Février réciter la prière d'Esther dans la tragédie de Racine.». 
Depuis 1829, Louis Silvy habitait la maison qu'il s'était fait construire sur les vestiges de l'ancien moulin et assurait l'accueil des visiteurs occasionnels, les guidait dans la visite des ruines du bas et accompagnait ceux qui désiraient voir les Petites Écoles et le puits de Pascal en leur faisant monter les Cents Marches,.
Après sa mort en 1847, sa maison hébergera la famille des gardiens successifs chargés de l'entretien des plantations et espaces verts et de l'accueil des visiteurs et d'être leur guide. À son arrivée, la vicomtesse accepte également ce rôle auprès du public que lui propose Augustin Gazier quand elle est sur place.

##### Guide fervente et zélée
Dès lors, Mme d'Aurelle de Paladines est « un guide fervent et zélé dont la disponibilité, les connaissances et l'originalité sont réputées. Elle ne se lasse jamais de répondre aux questions des visiteurs, quels qu'ils soient. S'il s'agisse de personnalités, elle prend leurs cartes de visite et les fait parvenir à Augustin Gazier. Elle trouve le temps pour accompagner les visiteurs de qualité intéressés au-delà des zones accessibles au public, en prenant elle-même la responsabilité de les faire monter aux Granges, ou, sur présentation d'un mot de M. Gazier, de leur ouvrir le musée-oratoire ». Son amie, Louise Faure-Favier,, habitant « tout près » de chez elle, en témoigne ainsi : « Parler de Port-Royal était pour elle une telle joie ! Elle en parlait avec une si agréable érudition qu'elle finissait par instruire, de la meilleure manière, les gardiens successifs du musée chargés de conduire les visiteurs ».

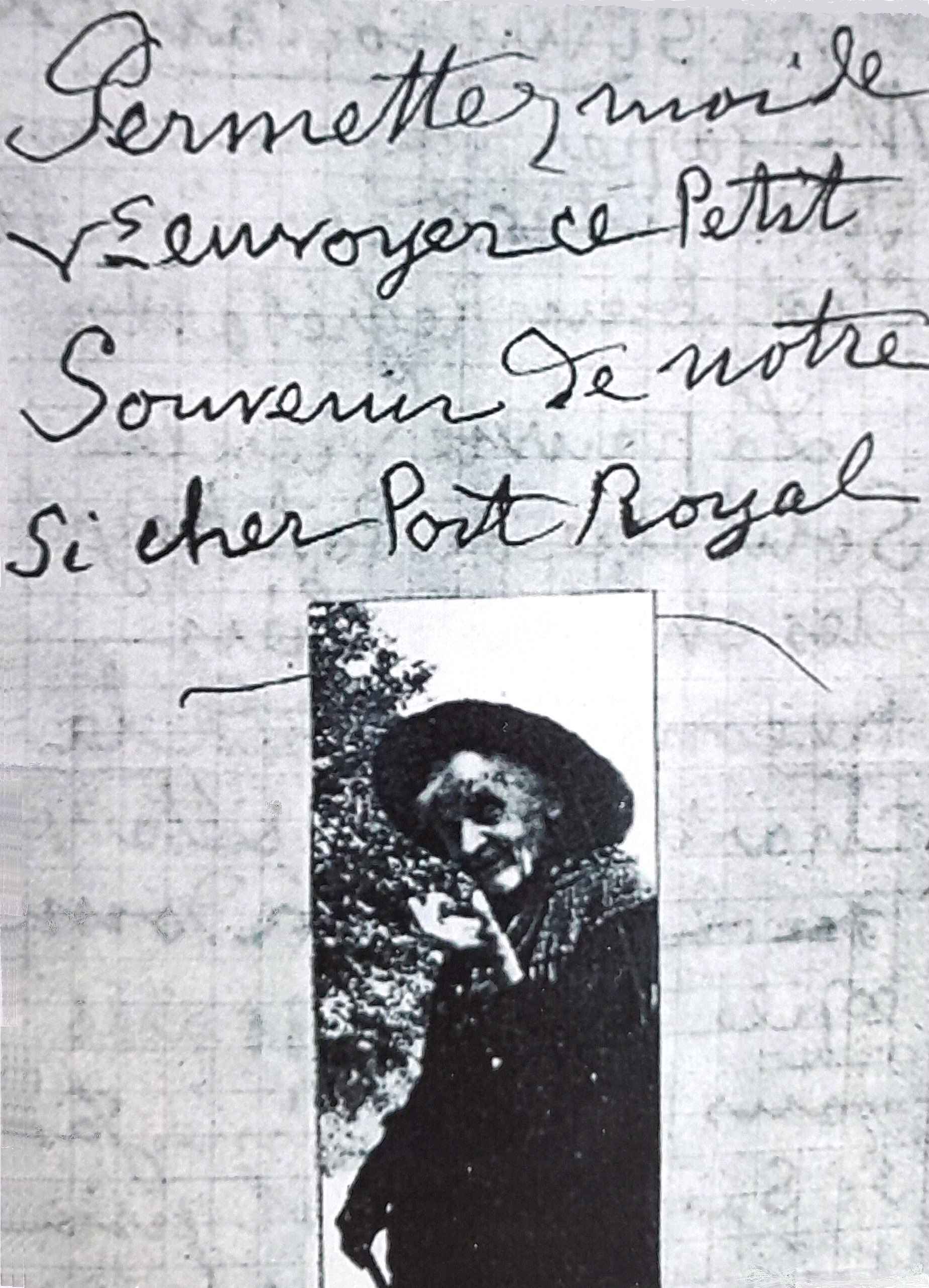
« Dédicace par la Solitaire de Port-Royal de son portrait photographié en 1909 à Port-Royal des Champs ».

« Son allure excentrique frappe Gustave Cohen lors d'une visite avec ses étudiants » dans les années 1924-32 alors qu'elle avait dans les quatre-vingts ans : « Une étrange figure se présente à nous, vivante mais si vieille qu'elle semble un fantôme noir errant parmi les ruines en plein midi. Mme d'Aurelle de Paladines, coiffée d'un étrange chapeau de paille rond noir, à larges bords, et qui trace un nimbe autour d'une tête inspirée. Appuyée sur un bâton, elle porte sur sa poitrine une grande croix, une image du Sauveur et d'autres pieuses reliques. Dernière Solitaire de Port-Royal, elle semble veiller sur ce qui reste de lui et le défendre contre les blasphèmes et les haineux qui n'ont pas désarmé. » La Solitaire avait voulu adapter cet uniforme atypique à sa rupture avec le monde, à son statut de veuve, de femme pauvre et de religieuse par procuration,.».
« Tout au long de son séjour aux Champs, la vicomtesse, en gardienne vigilante du site », informe régulièrement par lettre, A. Gazier jusqu'à sa mort en 1922 puis son fils Louis de ce qui s'y passe et « de l'avancement des travaux : gros-œuvre sur les bâtiments, fouilles, restauration de tableaux et aménagement dans l'oratoire-musée ». Elle aide ou remplace bénévolement les gardiens successifs quand ils sont souffrants ou absents et veille « à ce que les stocks de cartes postales et d'ouvrages mis en vente ne soient jamais épuisés ».

### Fin de vie
Hélas, écrit Louise Faure-Favier, son amie proche, « la vieillesse était là qui courbait le corps menu desséché par tant d'austérités. Maintenant, la Solitaire ne quittait plus Port-Royal, pas même pour venir, tout près, jusqu'à ma maison [...]. C'est moi qui maintenant, allais la trouver dans sa solitude de plus en plus farouche. Pourtant elle avait des amis bien dévoués en M. et Mme Ribardière, les propriétaires du domaine des Granges […], qui eussent tant voulu adoucir ses dernières années. Mais, par esprit de mortification plus encore que par fierté, elle persista à demeurer dans sa cellule dénudée et à refuser le bien-être qui lui était offert. Début février [1932] alors qu'elle cheminait dans un « coin isolé de l'abbaye […] une bourrasque de neige la surprit qui transperça ses vêtements ». Hospitalisée à Chevreuse, « son robuste tempérament surmonta la pneumonie qui en fut la conséquence ».
Au cours de son séjour à l'hôpital, « le 27 juin 1932, dans une lettre adressée à une petite-nièce et à un petit-neveu de Marsac, elle leur écrit que « la pauvre vieille de quatre-vingt-sept ans, après trente-six ans de résidence au désert de Port-Royal des Champs, [...] après avoir vécu depuis cinquante-sept ans en religieuse hors-cloître dans ce monde », justifie ce choix d'existence : « à cause de [sa] mentalité chrétienne Primitive Église et [sa] mentalité port-royaliste XVIIIe siècle »,.
« Durant son séjour idyllique, note Véronique Alemany, son empathie pour son « bien-aimé Port-Royal » ne faiblit jamais, celui-ci devenant au fil des années son « de plus en plus cher et bien aimé Port-Royal ». ».
Louise Faure-Favier témoigne ainsi de sa fin : « Son agonie fut particulièrement émouvante. Sa maigreur était telle que la peau déchirée mit ses os à vif. Son corps d'ascète n'était qu'une plaie alors que son cœur, d'une si forte trempe, battait toujours. Elle rendit le dernier soupir dans une extase », le 19 septembre 1932, à l'hôpital de Chevreuse,,.

#### Son inhumation
« Nous l'avons conduite sous l'humble voûte de notre église de Saint-Lambert-des-Bois. M. le Curé, [le père Démaria,] a prononcé son oraison funèbre digne du grand siècle. Puis, enveloppée de son seul linceul, telles les religieuses cisterciennes, elle a été couchée à même la terre, au pied de l'ossuaire de Port-Royal, selon sa volonté », d'après le témoignage de son amie Louise.
| |
| « Père Démaria (1880-1947), dit Père HILDEBRAND, curé de Saint-Lambert [de 1931 à 1947], prédicateur de grande renommée »,. |

| |
| Voûtes gothiques de la fin du XVe siècle sur ensemble roman. Photo antérieure à la restauration de l'église de 1958. |

| |
| Carré de Port-Royal en 1952. Espace en herbe à son pied : lieu d'inhumation de la dernière Solitaire de Port-Royal. |

|                                                                       |
| Tombe de Perpétue de Marsac, au pied du Carré de Port-Royal en 2024,. |

|                                                                                                |
| Situation des tombes de personnalités enterrées dans le cimetière de Saint-Lambert (Yvelines). |

## Conclusions
Donnant son analyse sur l’état du jansénisme au sortir de la Grande Guerre, Monique Cottret écrit : « Des milliers, des centaines, des dizaines, les jansénistes ne sont plus désormais que des destins individuels, des fragments de discours, de fragiles silhouettes à l’image de cette Perpétue de Marsac, dernière Solitaire de Port-Royal » [ : ] « Une survivance, une trace, un vestige… ».
Véronique Alemany s’interroge sur « le cas de la vicomtesse d’Aurelle de Paladines, au bout de la lignée janséniste des Marsac et dans la nouvelle famille de Port-Royal, [qu’elle trouve] particulièrement intéressant : ne semble-t-il pas que son militantisme port-royaliste et ses cheminements intérieurs, poussés jusqu’à leurs extrêmes conséquences dans l’isolement et l’ascèse, en font un témoin et un acteur du néo-jansénisme ? La dernière Solitaire de Port-Royal serait ainsi devenue « folle » par Port-Royal selon l’expression de saint Paul : « nous sommes fous à cause du Christ. En cela, l’habitante du « vallon sacré » succède aux âmes qui l’avaient précédée dans « son cher et bien-aimé désert ». Un de leurs représentants avait reconnu : « Nous avons été élevés d’une manière si chrétienne que nous ne pouvons ignorer qu’il y a de sages folies. » Un autre Solitaire, M. Le Maistre, renchérissait que c’était un honneur pour lui qu’on le croie « faible d’esprit et imbécile parce qu’il avait embrassé la vie retirée », et qu’on l’appelle « insensé car il croyait en Jésus-Christ et le suivait » ».
Mme Alemany se fait d'abord la porte-parole du Père Démaria, « curé de Saint-Lambert qui avait bien connu la Paladines, savait qu’elle était de cette race de marginaux inspirés, et c’est l’image qu’il voulut que l’on gardât d’elle lorsqu’il prit la parole à son enterrement : « Certains trop pressés pour se servir de leurs yeux, comme il l’eût fallu, se sont étonnés devant une existence excentrique (elle le fut pourtant comme une page d’Évangile). D’autres se sont apitoyés et quelques-uns scandalisés au voisinage d’une janséniste, et leur faiblesse est navrante. » [Puis de conclure :] Dans la vie de cette janséniste d’un nouvel âge, Port-Royal avait pris très tôt une grande place. Investissant de plus en plus la Paladines dans sa volonté hyperbolique d’y consacrer le reste de sa vie et de le comprendre au-delà de sa ruine matérielle, Port-Royal finit par partager ce privilège avec Dieu seul, « semblable accaparement » étant sans doute « la raison de l’éternel sourire qui rendait si jeune un visage de quatre-vingts ans »

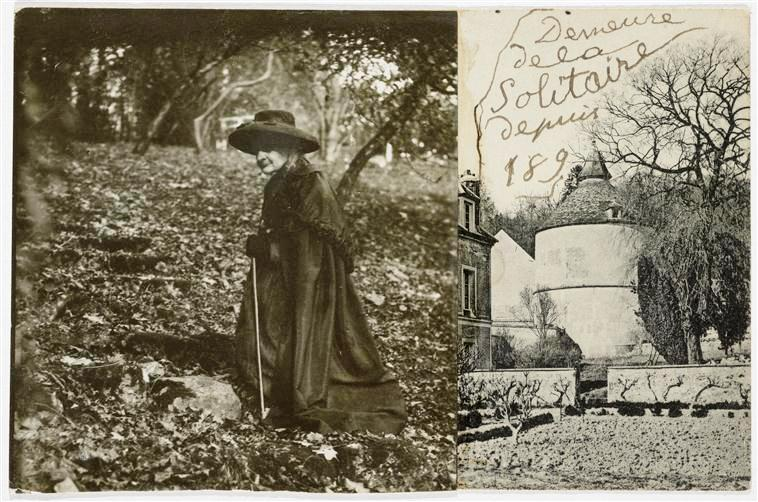
Carte postale (vers 1898) : Photomontage de la dernière Solitaire et de sa demeure "depuis 1895". En fait, celle-ci, invisible sur la photo, se trouve en retrait entre l'angle de façade de la "maison Silvy" à gauche et le pigeonnier à droite (Partie coupée d'une photo antérieure à 1894).